# Lingua occitana
L'occitano, o lingua d'oc (nome nativo: occitan o lenga d'òc, pron. /ˈleŋɡɔ ˈðɔ(k)/), è una lingua occitano-romanza parlata in un'area specifica dell'Europa meridionale chiamata Occitania, non delimitata da confini politici o amministrativi e grossolanamente identificata con la Francia meridionale o Midi.

## Etimologia

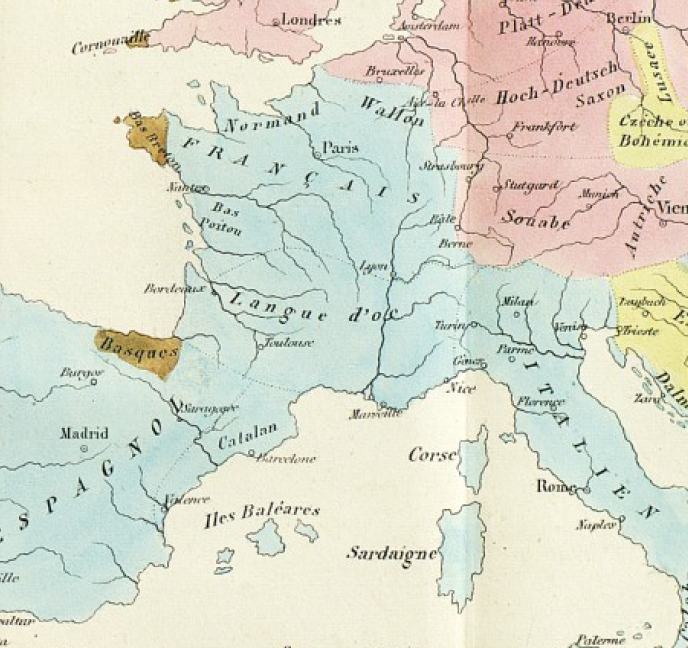
Carta delle lingue d'Europa secondo il marchese d'Argenson (1859)

La denominazione occitano deriva dalla parola occitana òc che significa "sì".
Questo criterio distintivo venne usato da Dante Alighieri, che descrisse la lingua occitana, francese e italiana in base alle loro rispettive particelle affermative: òc, oïl (antenato del moderno oui) e sì.
Difatti, mentre i termini òc e oïl derivano rispettivamente dalle locuzioni latine hoc ed hoc ille, la parola italiana "sì" trae la sua origine dall'avverbio latino sic (i.e. "così").
Il termine lingua occitana deriva da òc e apparve nei testi amministrativi latini verso il 1300. Eppure, fino al XX secolo, la lingua occitana non era nota frequentemente con questo nome e veniva chiamata per lo più lingua d'oc (da cui Linguadoca) o provenzale. Dagli anni 1960-1970, la parola occitano è diventata usuale e implica una definizione linguistico-geografica estesa, mentre il termine provenzale oggi designa il provenzale in senso stretto, ossia la parlata occitana in uso nella sola Provenza.
Nella linguistica romanza «Lingua d'oc», «occitano» e «provenzale» sono sinonimi. L'intero movimento culturale a partire dal XIX secolo parla di occitano e lingua d'oc, entrambi impiegati in modo interscambiabile in testi amministrativi recenti.

## Descrizione

### Centralità dell'occitano
L'occitano ha sempre occupato una posizione di centralità geografica rispetto ad alcune fra le lingue derivanti dal latino. Qui di seguito si riporta una tabella comparativa fra alcuni termini latini e quelli, corrispondenti, in occitano e nelle altre lingue romanze di più ampia diffusione:
| latino                       | portoghese | spagnolo | aragonese     | francese | catalano | occitano (linguadociano) | occitano (guascone)          | piemontese  | lombardo  | emiliano | ligure    | sardo              | corso             | francoprovenzale | italiano         | veneto        | friulano | noneso  | romeno      | siciliano |
| clavis accusativo clavem     | chave      | llave    | clau          | clef/clé | clau     | clau                     | clau                         | ciav        | ciav/ciaf | cêv      | ciave     | crae, crai         | chjave, chjavi    | clâ              | chiave           | ciave         | clâf     | clau    | cheie       | kiavi     |
| nox noctem                   | noite      | noche    | nueit         | nuit     | nit      | nuèch, nuèit, nuòch      | nueit, nèit, nèt, nuit       | neuit       | nocc      | nôt      | neute     | note, noti         | notte, notti      | nuet             | notte            | note          | gnot     | not     | noapte      | notti     |
| cantare                      | cantar     | cantar   | cantar        | chanter  | cantar   | cantar, chantar          | cantar                       | canté       | cantà     | cantêr   | cantâ     | cantare, cantai    | cantà             | chantar          | cantare          | cantàr        | cjantâ   | ciantar | cânta       | cantari   |
| capra                        | cabra      | cabra    | craba         | chèvre   | cabra    | cabra, chabra, craba     | craba                        | crava       | cavra     | chêvra   | crâva     | cabra, craba       | capra             | cabra, chiévra   | capra            | càvara        | cjavre   | ciaura  | capră       | crapa     |
| lingua                       | língua     | lengua   | luenga        | langue   | llengua  | lenga                    | lenga, lengua, luenga, lenco | lenga       | lengua    | lèingua  | lengoa    | limba, lìngua      | lingua            | lenga            | lingua           | lengoa        | lenghe   | lenga   | limbă       | lingua    |
| platea                       | praça      | plaza    | plaza         | place    | plaça    | plaça                    | plaça                        | piassa      | piassa    | piâƨa    | piassa    | pratha, pratza     | piazza            | place            | piazza           | piasa         | place    | plaza   | piață       | kiazza    |
| pons pontem                  | ponte      | puente   | puent         | pont     | pont     | pont, pònt               | pont, pònt                   | pont        | punt/pùt  | pount    | pònte     | ponte, ponti       | pont              | pònte            | ponte            | ponte         | puint    | pònt    | punte       | ponti     |
| ecclesia (basilica)          | igreja     | iglesia  | ilesía        | église   | església | glèisa, glèia            | glèisa                       | gesia, cesa | gesa      | cîṡa     | gêxa      | creja, crèsia      | ghjesgia          | églésé           | chiesa           | cesa          | glesie   | glesia  | biserică    | cresja    |
| hospitalis                   | hospital   | hospital | hospital      | hôpital  | hospital | espital, espitau         | espitau                      | ospidal     | ospedaa   | ṡbdêl    | uspiâ     | Uspidali, ispidale | spedale, uspidali | hèpetâl          | ospedale         | ospeal        | ospedâl  | ospedal | spital      | spitali   |
| caseus lat. volg. formaticum | queijo     | queso    | queso/formage | fromage  | formatge | formatge, fromatge       | hromatge, hormatge           | formagg     | furmai    | furmâj   | fòrmaggio | casu               | casgiu            | tôma, fromâjo    | formaggio, cacio | formajo, caso | formadi  | formai  | brânză, caș | cachu     |

### Il problema del riconoscimento e della tutela
Ancora oggi l'occitano, al pari di altre lingue, non gode di alcuna forma di riconoscimento o autonomia all'interno dello Stato francese e risulta pertanto in forte regresso.
La rigida politica accentratrice di Parigi (tradizionalmente diffidente verso ogni forma di decentramento), ha causato grave danno all'occitano, che è stato da tempo abbandonato a favore del francese nelle città principali, mentre resiste ancora nelle aree rurali e meno densamente popolate. La debole percezione di un'unità storico-linguistica occitana, sommata alla scarsa diffusione della lingua tramite i mezzi di informazione ed alla scarsa considerazione da parte dei suoi stessi locutori (derivante dalla secolare discriminazione dell'occitano come "cattivo francese"), pongono oggi in grave pericolo la sussistenza dell'occitano.
Parzialmente diverso è il discorso per quanto riguarda l'Italia, in cui ha trovato attuazione il dettato costituzionale dell'art. 6. La legge 15 dicembre 1999, n. 482, ha riconosciuto l'occitano come minoranza linguistica storica all'interno dello Stato italiano e ha posto le basi per una maggiore valorizzazione.
Per quanto riguarda infine la Spagna, lo statuto della Catalogna garantisce ampia tutela (bilinguismo) alla minoranza linguistica della Val d'Aran.

### Il problema della normalizzazione
Un ulteriore problema, ancor oggi non del tutto risolto, riguarda la normalizzazione dell'occitano.
Il bando della lingua dall'uso ufficiale nel XVI secolo ebbe difatti per conseguenza un rapido declino delle norme ortografiche occitane, al punto che nei secoli successivi caddero in disuso e ciascun autore utilizzò una grafia propria, spesso mutuata dal francese (le cosiddette graphies patoisantes).
I primi autorevoli tentativi di arrestare l'inselvatichimento dell'occitano vennero intrapresi a metà dell'Ottocento. Simon-Jude Honnorat scrisse nel 1840 un dizionario francese-occitano con un sistema ortografico molto vicino a quello dei trobadori, mentre nel 1854 alcuni poeti provenzali fondarono la società letteraria Felibrige, che ben presto divenne maggiore artefice della rinascita della lingua occitana.
I poeti del Felibrige (tra cui il premio Nobel Frédéric Mistral) scrissero le loro opere servendosi di una grafia francesizzante incentrata sul provenzale (grafia felibriana o mistraliana) che, grazie alla sua semplicità, trovò presto vasta affermazione, ma non venne considerata soddisfacente per rappresentare la varietà dialettale delle altre regioni occitane.
Fu così che a partire dagli inizi del XX secolo alcuni studiosi (tra cui Joseph Roux) si dedicarono alla riscoperta e all'ammodernamento dell'antica grafia medioevale dei trobadori, propugnandone la diffusione come norma. Nel 1919 Antonin Perbosc e Prosper Estieu fondarono a tale scopo la Escòla occitana, mentre negli anni trenta il linguista Louis Alibert perfezionò queste regole nella sua grammatica prima e nel suo dizionario poi.
La grafia così ricostruita (grafia classica), meno aderente all'ortografia francese e basata sui tratti comuni dei differenti dialetti, è stata resa ufficiale dall'Istituto di Studi Occitani e vale oggi come norma in tutto il mondo occitanofono.
Rimane tuttavia l'eccezione parziale del provenzale, che forte della propria cospicua produzione letteraria si è adeguato parzialmente alla norma classica e parzialmente è rimasto fedele alla grafia felibriana, con ciò rallentando il fenomeno di unificazione dell'occitano moderno.

### Lingua letteraria unificata
Tra l'XI e il XIII secolo, esiste una lingua letteraria chiamata dai trovatori con il nome generico di «lengua romana» o «romantz» per distinguerla dal latino. Gli autori moderni la chiamano koiné - similmente alla koinè greca, una forma di greco relativamente unificato sotto il periodo ellenistico (300 a.C. - 300 d.C.), anche se questa lingua era, più di quanto spesso si potrebbe pensare, regionalmente diversificata. A partire dal XIX secolo l'ipotesi dominante lanciata da Camille Chabanneau nel 1876 era che la «lenga romana» utilizzata dai trovatori si basava sul dialetto limosino. La presenza di alcuni dei primi trovatori originari del Limosino e della Guascogna alla corte di Guglielmo X (1126-1137), figlio del primo trovatore Guglielmo IX, spiega la diffusione di questa lingua letteraria in seno al ducato d'Aquitania. La futura Linguadoca (Languedoc) e la Provenza conosceranno i trovatori solo nella seconda metà del XII secolo. L'altra ipotesi avanzata di un'origine poitevina si fonda sull'idea che il dialetto poitevino parlato alla corte di Guglielmo IX di Poitiers facesse parte della lingua d'oc e che il prestigio del duca avrebbe permesso in seguito la diffusione di questa lingua in tutto il territorio trobadorico. L'ultima ipotesi apparsa negli anni '50 considera la lingua letteraria come una lingua classica forgiata a partire dai testi trovati nell'occitano centrale, regione dove sono stati conservati i documenti più antichi scritti nelle lingue d'oc risalenti all'XI secolo.
Pierre Bec, studioso dei trovatori indica che dal 1967 
All'infuori della letteratura dei trovatori, non si possono trovare elementi che provino l'uso di una norma linguistica unificata nei vari documenti scritti in Provenza, Linguadoca, Alvernia, Catalogna, Limosino o Guascogna. Per riassumere, le pratiche di scrittura erano molto diverse da una regione all'altra e le percezioni che accreditano l'idea di una unificazione linguistica sul territorio di tutte queste regioni sono molto spesso il risultato di una grafia relativamente omogenea poiché trae origine dalla grafia utilizzata per il latino.
Uno degli scrittori occitani viventi molto conosciuto è Joan Francés Blanc (1966).

### Dialettologia
Fra le lingue neolatine la più prossima all'Occitano è senz'altro il catalano, che, a partire dagli inizi dell'età moderna (XVI secolo) era anche conosciuto, dai suoi stessi parlanti, come LLemosí, cioè limosino (occitano di Limoges). In realtà le due lingue hanno costituito un'unità fino al XIII secolo, tant'è vero che Dante Alighieri, nel De vulgari eloquentia, riunisce sotto il nome di Yspani, spagnoli, tanto i catalani quanto gli occitani.

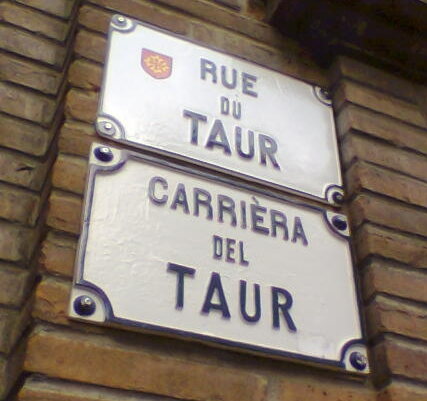
Esempio di bilinguismo a Tolosa nella cartellonistica pubblica.

I dialetti dell'occitano sono:
- occitano settentrionale
  - il dialetto alvernese
  - il dialetto limosino
  - il dialetto vivaro-alpino
  - il dialetto guardiolo
- il dialetto guascone
  - il dialetto aranese
  - il dialetto landese
- l'occitano meridionale
  - il dialetto linguadociano
  - il dialetto provenzale

## Famiglia linguistica
L'Occitano costituirebbe insieme al catalano il gruppo occitano-romanzo delle lingue romanze occidentali, secondo il linguista Pierre Bec. Secondo Bec, ciò si vede negli equivalenti occitani di essere («essere» in latino popolare): esser (Ariège), èsse (Allier, in provenzale e ancora in una grande parte di tutta la Francia sud-orientale ), estar in castigliano, in catalano e nell'Ariège, nel Gers, nella Gironda, negli Alti Pirenei, nel Lot e Garonna e nei Pirenei Atlantici. Ma questa spiegazione non è così convincente, in quanto pure molte altre varietà linguistiche di area romanza, senza con questo rappresentare nessuna forma di lingua di transizione tra Castigliano e Langue d'Oil posseggono sia la forma “Essere” e “Stare”. Il Castigliano nell'epoca di formazione dei volgari romanzi nemmeno confinava con le aree occitanofone, essendosi formato nell'area della Rioja, separata dalla più vicina area perioccitanofona (Guascogna) dai Pirenei e dall'allora estesa area basca.
L'occitano Classico e il catalano sono vicini linguisticamente e permettono l'inter-comprensione dei testi scritti. Alcuni romanisti (tuttavia minoritari) come A. Sanfeld includono queste due lingue sotto la stessa denominazione linguistica di occitano. Con lingua limosina i catalani intendono definire sia il catalano, la lingua dei trovatori, che l'occitano o l'insieme delle lingue occitano-romanze. Tra i molti dialetti oggi parlati in Occitania, fortemente differenziatisi tra loro, dacché la lingua nel XVI secolo è stata relegata a linguaggio d'uso delle classi popolari e rurali, quello più intelligibile con il catalano è il languedocien. Minima è la intelligibilità con le varianti più distanti, quale l'auvernhat oppure con quelle occidentali, fortemente influenzate dall'italiano (nizzardo, provenzale e occitano delle Vallades piemontesi).

### I legami tra l'occitano e il catalano
In uno stadio antico, risalente al periodo subito successivo alla fine dell'Impero romano d'Occidente, come per tutte le lingue romanze, il catalano e la lingua d'oc non potevano essere differenziati. Il fatto che si scriva quasi esclusivamente in latino nell'alto Medioevo rende impossibile qualsiasi categorizzazione formale di lingua romanza. Sarà il prender piede delle parlate volgari locali a differenziare gli idiomi. I poeti catalani, come quelli toscani e siciliani, scriveranno in occitano fino al Basso Medioevo. Ad ogni modo il primo scrittore che scrisse tutta la sua opera in catalano, nonché in lingua d'oc, fu il valenzano Ausiàs March.
Nel 1931, il recente ritorno allo statuto autonomo della Catalogna rischiò di essere ostacolato perché poteva significare la tutela dell'appartenenza dei catalani a un gruppo di maggioranza non spagnolo; onde evitare ciò, nel 1934 gli intellettuali catalani hanno proclamato solennemente che il catalano contemporaneo era una lingua lontana dall'occitano, rompendo i secolari prestiti linguistici Occitano-Catalani, facendo di una lingua transnazionale che andava dal Piemonte, sino al nord della Catalogna, un coacervo di piccole patrie linguistiche nel manifesto Desviacions en els conceptes de llengua i de pàtria
L'occitano moderno si distingue dal catalano per la modalità di scrittura (grafia). Gli occitani di oggi hanno scelto in massima parte di utilizzare una grafia cercando di mettere insieme l'eredità della lingua medievale e importanti aggiunte contemporanee. Le scelte che sono state fatte in Catalogna, hanno portato i locutori a utilizzare una grafia incentrata allo stesso tempo sui modi di pronunciare (per esempio nessuna n finale come in català) ma anche sulla conservazione delle origini latine, per esempio aggiungendo la -r finale che è «caduca» in alcuni dialetti. Si è pure cercato, tramite la nuova grafia e con l'utilizzo dei termini più peculiari possibili, di evidenziare le differenze rispetto all'occitano, per confutare la tesi per cui il catalano sarebbe un dialetto occitano.
La pronuncia varia tra catalano e occitano, per esempio:
- la «o»/«ó» si pronuncia sempre come se fosse [u], salvo quando porta l'accento grave «ò»: [ɔ] (pònt -pont-: /pɔnt/, onze: /'unze/, antropologia: /antrupulu'dʒiɔ/);
- quando una parola termina con -a, o «á» (con l'accento chiuso), questa si pronuncia [o]/[ɔ] (plaça: /plásɔ/, sentiái -jo sentia-: /sentj'ɔj/) eccetto quando ha l'accento grave «-à»: [a];
- l'occitano evita la pronuncia di due consonanti di seguito, spesso non pronunciandone la prima e rafforzando la seconda (abdicare: abdicar. «cc» si pronuncia «ts» in linguadociano, occitan si pronuncia quindi «utsità»);
- nell'occitano la sillaba tonica delle parole si è avvicinata con il tempo al francese, a causa dell'influenza di quest'ultimo. La maggior parte delle sillabe accentate sulla terzultima in catalano mutano nell'occitano (MÚsica (cat) muSIca (oc), PÀgina (cat) paGIna (oc), boTÀnica (cat) botaNIca (oc), inDÚstria (cat) indusTRIa (oc)..). Soltanto il nizzardo (niçois) e il vivaro-alpino delle valli occitane hanno mantenuto la pronuncia originale, prossima al catalano, forse anche per l'influsso delle parlate italiche, particolarmente conservatrici, rispetto al francese.

Per i catalanofoni, la grafia classica degli occitani ha il vantaggio di somigliare molto al catalano. Ciò è dovuto in buona parte a lavori di aggiornamento e di fissazione di questa grafia, condotti da Loís Alibèrt nel 1937, che adotta criteri molto simili a quelli di Pompeu Fabra per il catalano. Le due grafie sono basate sulla grafia medievale, formatasi quando le due lingue erano più vicine alla loro origine comune e quando i contatti erano più intensi (la poesia in Catalogna è stata realizzata principalmente in occitano anche nel XIV secolo). Nonostante tutto, vi è qualche differenza che bisogna prendere in considerazione per poter leggere con facilità i testi occitani:
- si conserva la «n» finale delle parole anche se, nella maggior parte dei dialetti occitani, non si pronuncia (ad eccezione del provenzale e del guascone, incluso l'aranese). Esempi: «occitan», «concepcion»;
- la «h» non si scrive quando non viene pronunciata (la «h» viene comunque utilizzata nel catalano): i a un òme (cat: hi ha un home). La «h» si usa nel guascone per indicare la sua pronuncia aspirata, quando in genere sostituisce la «f» degli altri dialetti occitani e catalani. Esempio: in guascone «hèsta», negli altri dialetti «fèsta», in catalano «festa»;
- i digrammi «lh», «nh» e «sh» corrispondono in catalano a «ll», «ny» e «ix». I digrammi «lh» e «nh» sono stati adottati anche dopo il Medioevo nelle norme portoghesi così come nell'attuale grafia romana per la lingua vietnamita;

Anche l'aspetto politico, culturale e religioso è importante. La Catalogna, contrariamente all'Occitania, ha beneficiato per lungo tempo di un'indipendenza statale unita a un forte sviluppo economico. Inoltre, lo spazio occitano è complessivamente definito come appartenente alla Francia, contrariamente al catalano che territorialmente si situa nella Spagna. Tuttora le lingue continuano ad evolversi separatamente: il catalano è un insieme di dialetti che hanno tendenza ad ispanizzarsi a contatto con il castigliano; l'occitano, d'altra parte ha la tendenza a gallicizzarsi a contatto con il francese. Il ruolo importante che rivestono nel mondo le lingue spagnole e francesi pesa in modo consistente sui rapporti di dominio linguistico all'interno della Francia e della Spagna.

#### Occitano e catalano a confronto
Ecco un testo in versione linguadociana (occitano sud-occidentale) e catalano settentrionale). La forma letteraria o arcaica del catalano settentrionale è talvolta precisata nelle annotazioni.
| Italiano                                                                              | Francese                                                                       | Linguadociano                                                                        | Catalano (Maiorchino)                                                       | Annotazioni |
| ------------------------------------------------------------------------------------- | ------------------------------------------------------------------------------ | ------------------------------------------------------------------------------------ | --------------------------------------------------------------------------- | --- |
| Tritate la carne a macchina (o domandate al macellaio di farlo)                       | Hachez les viandes à la machine (ou demandez au boucher de le faire)           | Passar las carns a la maquina de capolar (o demandetz al maselièr o boquièr d'o far) | Passeu les carns a la màquina de capolar (o demaneu al carnisser de fer-ho) | |
| Mescolate tutti gli ingredienti del ripieno                                           | Mélangez tous les ingrédients de la farce                                      | Barrejar totes los ingredients del fars                                              | Mescleu tots els ingredients de la farsa                                    | |
| Stendere la lepre su un buon pezzo di garza (la si può comprare in farmacia)          | Étendre le lièvre sur un bon morceau de gaze (on peut en acheter en pharmacie) | Espandir la lèbre sus un bon tròç de gasa (se pòt crompar en farmacia)               | Esteneu la llebre davall un bon tros de gasa (se pot comprar en apotecaria) | In linguedociano «farmacia» è un neologismo; in catalano maiorchino antico «davall» = «sus»; «Stendere» = «Expandir». |
| Distribuire la farcitura su tutta la lunghezza dell'animale, e avvolgerlo nella garza | Répartir la farce sur toute la longueur de l'animal, l'enrouler dans la gaze   | Despartirlo fars sus tota la longor de l'animal, lo rotlar dins la gasa              | Repartiu la farsa sobre tota la llargària, enrotleu-lo dins la gasa         | |
| Legare senza stringere troppo. Far arrostire gli ingredienti al forno                 | Ficeler sans trop serrer. Faire rôtir les ingrédients au four                  | E ficelar gaire sarrat. Far rostir los ingredients pel forn                          | Lligueu sense estrènyer gaire. Feu rostir els ingredients dins el forn      | |

L'insieme geografico occitano-romanzo è costituito da circa 23 milioni di persone in un'area di 259000 km². Le regioni non sono uguali in rapporto alla percentuale di locutori della lingua. La Francia in certe regioni non conta che un quarto della popolazione veramente occitanofona (50% della popolazione comprende la lingua, senza essere in grado di parlarla correntemente). Al contrario, la comunità autonoma della Catalogna batte il record sul numero di locutori. Secondo le inchieste realizzate dalla Comunità della Catalogna nel 1993, gli abitanti della Val d'Aran (di cui il 72% non vi è nativo) parlano: il 64% aranese (guascone); il 28% castigliano (spagnolo); l'8% catalano.

### Caratterizzazione linguistica
Jules Ronjat ha cercato di caratterizzare l'occitano sulla base di 19 criteri principali e tra i più generalizzati: undici sono fonetici, cinque morfologici, uno sintattico e due lessicali. Si può anche notare la minore frequenza delle vocali semi-chiuse (nel francese standard: rose, jeûne), una caratteristica tipica degli occitanofoni grazie alla quale si può riconoscere il loro accento «meridionale» anche quando parlano in francese. Contrariamente al francese, e similmente all'italiano o allo spagnolo, il pronome personale soggetto può essere omesso. Per esempio:
- canti / cante / chante / chanto, io canto (in fr. je chante);
- cantas / chantas, tu canti (in fr. tu chantes).
Si possono trovare ancora altri tratti discriminanti. Sui diciannove criteri principali, esistono sette differenze con lo spagnolo, otto con l'italiano, dodici con il francoprovenzale e sedici con il francese.

## Distribuzione geografica
L'ambito di diffusione della lingua occitana copre il terzo meridionale della Francia ed è nettamente delimitato ad ovest dall'oceano Atlantico, a sudovest dai Pirenei (che lo dividono da basco, aragonese e catalano), a sud dal mar Mediterraneo, ad est dalle Alpi (nelle Valli occitane d'Italia) e, secondo taluni, anche a Monaco, dove coesisteva con il ligure monegasco fino all'Ottocento (esistono però, a tale proposito, opinioni contrastanti).
Abbastanza chiara è la linea di confine con il francese e il francoprovenzale, che segue una linea ondulata che va da Bordeaux alla Val di Susa in Piemonte. Nella Francia centrale esiste inoltre una vasta area di transizione linguistica, chiamata "Crescente" per la sua forma (verso Guéret, Montluçon e Vichy), dove si parla un occitano con forti influssi francesi.
In Francia le regioni in cui si parla occitano sono le seguenti:
- Provenza-Alpi-Costa Azzurra (escluse le storiche aree di diffusione della lingua ligure: l'alta valle dei fiumi Bevera e Roia, il Principato di Monaco, Mentone e le isole linguistiche nel dipartimento del Varo).
- Linguadoca-Rossiglione (escluse le aree di lingua catalana del dipartimento Pirenei Orientali);
- Midi-Pirenei;
- Aquitania (eccetto l'area di lingua basca intorno a Bayonne e Biarritz, nonché la piccola parte del dipartimento della Gironda, dove si parla il saintongeais, dialetto del francese);
- Limosino;
- Poitou-Charentes (solo in una fascia di confine del dipartimento della Charente);
- Alvernia (esclusa la quasi totalità del dipartimento dell'Allier e piccole frange di quello del Puy-de-Dôme);
- Rodano-Alpi (Ardèche, Drôme e parti dell'Isère).

In Italia, l'occitano è parlato nelle Valli occitane del Piemonte nonché a Guardia Piemontese in Calabria, dove la parlata occitana è frutto di un antico insediamento di valdesi ivi trasferitisi tra XIII e XIV secolo.
In Spagna, l'occitano (nella sua variante dialettale guascona) è diffuso nella Val d'Aran, in Catalogna.
In misura minore esiste poi la diaspora occitana, formatosi dopo l'emigrazione del XX secolo, in Argentina, Uruguay, Stati Uniti).
In particolare l'area di espansione geografica dell'occitano copre 33 dipartimenti del sud della Francia (39 calcolando i dipartimenti appartenenti alla minoranza occitana), 14 valli occitane (nelle Alpi piemontesi) e Guardia Piemontese in Italia e la Val d'Aran in Spagna.

### Regioni occitane

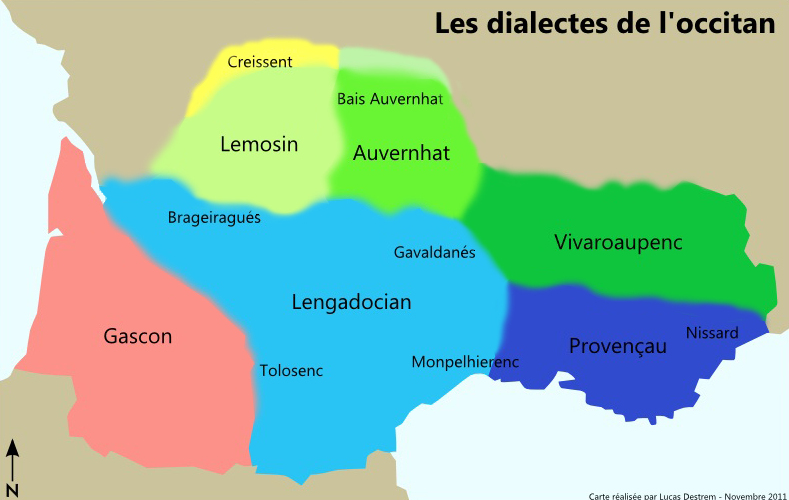
Geografia supra-dialettale dell'occitano

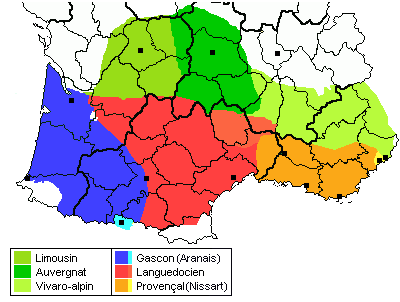
Carta dei dialetti occitani

- Aquitania: salvo la parte bascofona dei Pirenei Atlantici a ovest del dipartimento e una piccola parte della Gironda e del Périgord nella zona d'oïl.
- Alvernia: il Forez e la Bassa Alvernia hanno conosciuto un regresso dell'occitanofonia, diversamente dal Cantal, dalla Alta Loira e della Lozère dove la lingua è ancora parlata da una parte della popolazione.[16]
- Calabria: Il comune di Guardia Piemontese, situato nella provincia di Cosenza, è una enclave linguistica, dove si parla un dialetto occitano di tipo vivaro-alpino, il guardiolo.[17] Il 74,6% dei suoi abitanti dichiarano di parlarlo correntemente[18]. La presenza dell'occitano in questi luoghi si ha in seguito alla fondazione del villaggio da parte dei valdesi piemontesi[19] nel XIII secolo.[20] Il villaggio di San Sisto dei Valdesi (comune di San Vincenzo La Costa) è un'altra enclave linguistica.[21]
- Catalogna: si parla una forma di guascone, l'aranese, nella Val d'Aran. L'occitano, nella sua forma aranese, è una lingua ufficiale della regione, accanto al catalano.
- Centro (regione francese): una zona lungo il confine meridionale della regione. Vedi l'articolo crescente (lo Creissent in occitano).
- Linguadoca-Rossiglione: eccetto la maggior parte dei Pirenei Orientali, dove si parla il catalano (solo le Fenouillèdes sono occitane). La lingua è molto attenuata nella pianura, ma si conserva nelle Cevenne gardesi (intorno ad Alès) e nel Lozère (con la parlata gevaudanese).
- Limosino: l'occitano, parlato in tutta la regione da persone di età superiore ai 40 anni, trova nuova vitalità con la formazione di professori di occitano[senza fonte].
- Poitou-Charentes: l'uso dell'occitano regredisce bruscamente subito dopo la guerra dei cent'anni, particolarmente nel sud della regione (vedi i dialetti del Nord-Ovest). La terza parte orientale della Charente, di cui la Charente limosina, e cinque comuni del dipartimento della Vienne[22] sono del tutto occitanofoni.
- Midi-Pirenei: la lingua è molto indebolita nella parte linguadociana, minacciata in quella quascone, ma molti giovani guasconi la stanno di nuovo parlando. Essa si conserva particolarmente bene nell'Haute-Guyenne (vale a dire l'Aveyron e la metà settentrionale del Lot).
- Monaco: una forma di occitano veniva parlato marginalmente dagli operai nizzofoni venuti a lavorare nel Principato, accanto al ligure monegasco.[23] L'eventuale presenza dell'occitano prima di questo periodo è dibattuta. Nel 2006, il numero dei locutori del nizzardo, una variante dell'occitano, era stimata al 15 %[24].
- Piemonte: regione italiana di cui solo le alte valli (Val di Susa...), dette valli occitane, sono rimaste occitanofone (nord-occitano). Il versante italiano del col di Tenda parla provenzale. Nella maggior parte della regione si parla comunque italiano, piemontese, lombardo e dialetti gallo-italici.
- Provenza-Alpi-Costa Azzurra: in questa regione si parla il provenzale (rodaniano, marittimo, nizzardo) e il vivaro-alpino (classificato da alcuni nel provenzale). Tuttavia nelle alte valli della Roia e della Bevera si parlano dialetti liguri alpini. Da notare anche alcune parlate isolate liguri (figun) che si trovano nel Varo e nelle Alpi Marittime: Biot, Vallauris, Mons ed Escragnoles. Il mentonasco possiede uno statuto intermedio tra l'occitano e il ligure.Non vi è concordanza comunque nel considerare il nizzardo moderno, una variante del provenzale, poiché sette secoli di vita separata delle due realtà, una a contatto con il mondo francese e l'altra con l'area italiana, hanno creato notevoli divergenze non solo grafiche, ma pure di lessico e sintassi. Sebbene la Francia abbia usato tutto il suo peso per ricondurre il nizzardo, per ovvie ragione politiche, all'alveo dei patois, i movimenti localisti nizzardi considerano il proprio parlare una lingua neoromanza, a sé rispetto alla parlata degli "odiati" vicini provenzali, sebbene senza disconoscerne le analogie con questi e pure con l'italiano ed i suoi dialetti.
- Rodano-Alpi: il sud della regione è occitanofono: l'Ardèche (nella sua quasi-totalità), la maggior parte della Drôme e il sud dell'Isère. Per contro, il Lionese, il Forez e il Delfinato settentrionale, che erano zone di dialetti intermedi tra l'occitano e il francoprovenzale, sono diventate precocemente francofone. L'occitano era la lingua della nobiltà lionese al tempo in cui la cultura dei trovatori era al suo apogeo.

### L'occitano nel mondo
Le comunità di lingua occitana sono esistite in diverse parti del mondo. La loro presenza può essere legata alla partenza dei protestanti dalla Francia, alla colonizzazione francese, all'immigrazione verso il Nuovo Mondo o anche alle crociate.
- in Germania intorno a Heilbronn (nel ducato di Württemberg), fino all'inizio del XX secolo,[25]
- nel Paese basco spagnolo:[26] San Sebastián / Donostia (il guascone era parlato al centro della città fino all'inizio del XX secolo), Fontarabie, Pasajes,
- negli Stati Uniti, principalmente negli stati occidentali: Montpelier (Idaho), Oregon, California, ma anche nella città di Valdese (Carolina del Nord),[27] Montpelier (Vermont), Monett (Missouri); così come in Louisiana nella regione di Baton Rouge di Arnaudville e di Houma dove si parla un dialetto cadien-occitano.
- nell'Italia meridionale a Guardia Piemontese (La Gàrdia, Calabria),
- nel Libano. La Contea di Tripoli: non si tratta di una colonia nel senso moderno del termine ma di una enclave occitana all'estero. Raimondo di Tolosa l'ha fondata durante le crociate a nord di Gerusalemme. La maggior parte degli abitanti venivano dall'Occitania e dall'Italia, per cui l'occitano era in uso presso i crociati.
- in Svizzera (nel canton Vaud), sui contrafforti del massiccio del Giura, si trova un piccolo comune chiamato Provence (Vaud) e, più a sud, nella città di Losanna, un quartiere con lo stesso nome.
- Altre immigrazioni di occitanofoni: in Guyana, Messico, Portogallo, Uruguay, nelle Antille, in Argentina: particolarmente a Pigüé (provincia di Buenos Aires[28]), nel Brasile, Canada, Cile, ecc.

### Locutori
Il numero dei suoi locutori varia fortemente in funzione della metodologia impiegata per calcolarlo. In effetti, la valutazione che ne viene fatta varia:
- Intorno ai seicentomila secondo Philippe Martel,[29] riconoscendo lui stesso la scarsa probabilità della cifra enunciata: "dal punto di vista quantitativo, c'è poco d'aspettarsi da una tale inchiesta... diciamo che non sappiamo quanti occitanofoni vi siano in questa regione".
- Nel 2009, si parlava ancora di 2 milioni di persone (precisamente: 2 048 310)[30]
- Tre milioni e mezzo raccogliendo dati da sondaggi, censimenti, inchieste in diverse regioni[31]

Pratiche e rappresentazioni della lingua occitana in Aquitania - dicembre 1997
| Aquitania          | Bordeaux (Bx) | Dpt 33 Gironda (con Bx, escluso la zona saintongeaise) | Dpt 24 Dordogna | Dpt 40 Landes | Dpt 47 Lot-et-Garonne | Dpt 64 Pirenei-Atlantici (eccetto il Paese Basco) |
| Capisce l'occitano | 11%           | 27%                                                    | 54%             | 48%           | 42%                   | 41%                                               |
| Parla occitano     | 3%            | 13%                                                    | 34%             | 28%           | 25%                   | 22%                                               |

Alvernia (indagine IFOP condotta nel giugno del 2006):
|                    | Auvergne |
| Capisce l'occitano | 61%      |
| Parla l'occitano   | 42%      |

Linguadoca-Rossiglione (sondaggio realizzato nel 1991 da Média Pluriel Méditerranée – Montpellier)  Archiviato il 26 settembre 2010 in Internet Archive.:
- Una persona su due comprende l'occitano
- Une persona su quattro sa parlare in occitano

|                    | Languedoc-Roussillon |
| Capisce l'occitano | 48%                  |
| Parla l'occitano   | 28%                  |

Val d'Aran (Catalogna) censimento del 1991  Copia archiviata, su ec.europa.eu. URL consultato il 31 gennaio 2011 (archiviato dall'url originale il 26 settembre 2008).:
|                    | Val d'Aran |
| Capisce l'occitano | 92,3%      |
| Parla l'occitano   | 60,9%      |

- Un numero del «Courrier International»[senza fonte] dà 3 600 000 di locutori solamente in Francia, di cui 2 milioni parlerebbero l'alverniate. Tuttavia, sempre in Francia, ci sono circa sette milioni di persone che comprenderebbero l'occitano senza usarlo (bilinguismo passivo).
- Alcuni ricercatori forniscono la cifra di sette milioni di locutori in Francia, in Italia e in Spagna (Quid Francia 2004).
- Da dieci a dodici milioni secondo Jean-Marie Klinkenberg.[32]
- Altre fonti riportano fino a quattordici milioni.[33]

Le diverse fonti spesso confondono la pratica attiva e la conoscenza passiva, senza prendere in considerazione i diversi contesti dell'uso della lingua (diglossia). In realtà, non esiste nessuna indagine indipendente, globale e approfondita su cui basarsi. Nonostante le differenze statistiche, tutti concordano a indicare che in Occitania il francese è oggigiorno più parlato dell'occitano a causa dell'effetto prodotto dalla politica linguistica francese. L'occitano, dallo statuto di lingua maggioritaria ancora nel 1900 è passato a quello di lingua minoritaria.
Può succedere che alcune persone parlino ancora oggi l'occitano o, più sicuramente, conservano alcune parole frammiste alla lingua locale.

## Codificazione

### Aspetti di linguistica
I tratti distintivi fondamentali che distinguono l'occitano dal francese (antico) sono:
- conservazione di <a> in sillaba tonica libera, cioè uscente per vocale, laddove il francese ha <e>:
  - *MÁRE > occ. mar, fr. mer;
- conservazione di <e> e <o> aperte in sillaba tonica libera, rispetto al dittongamento francese in <ie> e <ue> rispettivamente:
  - *MELE > occ. mel, fr. miel;
  - *CORE > occ. cor, ant. fr. cuer;
- conservazione di <e> e <o> chiuse in sillaba tonica libera, rispetto al dittongamento francese in <ei(oi)> e <ou(eu)> rispettivamente:
  - TELA > occ. tela, fr. teile (> toile);
  - FLOREM > occ. flor, fr. flour (> fleur);
- conservazione di <a> finale atona, rispetto allo scadimento francese verso una vocale centrale indistinta <e>:
  - PÓRTAM > occ. porta, fr. porte.

Questo elenco mette in evidenza come l'occitano sia spesso più vicino all'iberoromanzo che alla famiglia galloromanza a cui appartiene, e lo avvicina alle lingue cisalpine come il lombardo.

### Standardizzazione
Al tempo dei trovatori (tra l'XI e il XIII secolo), l'occitano ha verosimilmente conosciuto una norma letteraria unificata chiamata koinè.
Successivamente, tutte le grafie dell'occitano (classica, mistraliana, bonnaudiana, dell'École du Pô) sono state concepite soprattutto scrivendo i dialetti, senza stabilirne una varietà standard. Tuttavia la norma mistraliana ha comportato dopo la fine del XIX secolo la comparsa di tre norme letterarie regionali: una in provenzale generale, una in nizzardo e una in guascone (bearnese). Si può dire inoltre che la norma provenzale mistraliana è una lingua standard (secondo i fautori della norma detta moderna) o prefigura una lingua standard (secondo i sostenitori della norma classica).
La norma classica, a partire dal XX secolo, ha perseguito lo sviluppo di queste tre forme letterarie ma ha favorito ugualmente le forme regionali supplementari in limosino e in linguadociano. A cominciare dall'ufficializzazione dell'occitano della Val d'Aran nel 1990 e successivamente in tutta la Catalogna nel 2006, la norma classica favorisce allo stesso modo una varietà codifificata di guascone aranese.

#### L'occitano largo
Oltre a questi esperimenti riguardo alle norme letterarie, per quanto concerne la norma classica, la volontà cosciente di fissare una varietà standard dell'occitano si è vista negli anni settanta con le ricerche dei linguisti quali Pierre Bec, Robert Lafont, Roger Teulat, Jacme Taupiac, seguiti negli anni ottanta da Patrick Sauzet. La varietà standard è chiamata secondo gli autori occitano referenziale, occitano standard o più recentemente occitano largo (occitan larg, P. Sauzet). Secondo il consenso della maggior parte degli specialisti che lavorano a questo progetto, l'occitano largo si compone :
- di una varietà generale che si basa sul dialetto linguadociano, considerato come dialetto intermedio, senza alcuna nozione di superiorità,
- di adattamenti regionali dello standard, tenendo in conto alcuni tratti dialettali tipici, pur mantenendo una grande convergenza e un concezione unitaria. È una maniera di federare nell'occitano largo le diverse norme letterarie regionali che si sono sviluppate nel corso del XIX e del XX secolo.

### Norme grafiche
| Le due grafie principali a confronto | Le due grafie principali a confronto |
| Norma classica | Norma mistraliana |
| --- | --- |
| Mirèlha, Cant I (F. Mistral) (trascrizione) Cante una chata de Provença. Dins leis amors de sa jovença, A travèrs de la Crau, vèrs la mar, dins lei blats, Umble [Umil] escolan dau grand Omèra [Omèr], Ieu la vòle seguir. Coma èra Ren qu'una chata de la tèrra, En fòra de la Crau se n'es gaire parlat. | Mirèio, Cant I (F. Mistral) (testo originale) Cante uno chato de Prouvènço. Dins lis amour de sa jouvènço, A travès de la Crau, vers la mar, dins li blad, Umble escoulan dóu grand Oumèro, Iéu la vole segui. Coume èro Rèn qu'uno chato de la terro, En foro de la Crau se n'es gaire parla. |

| Le quattro norme principali dell'occitano a confronto: estratto della Dichiarazione universale dei diritti umani                                                                   | Le quattro norme principali dell'occitano a confronto: estratto della Dichiarazione universale dei diritti umani | Le quattro norme principali dell'occitano a confronto: estratto della Dichiarazione universale dei diritti umani | Le quattro norme principali dell'occitano a confronto: estratto della Dichiarazione universale dei diritti umani                                                                       |
| norma classica | norma mistraliana | norma bonnaudiana | norma dell'Escòla dau Po' |
| --- | --- | --- | --- |
| Provenzale Totei lei personas naisson liuras e egalas en dignitat e en drech. Son dotadas de rason e de consciéncia e li cau (/fau) agir entre elei amb un esperit de frairesa.    | Provenzale Tóuti li persouno naisson liéuro e egalo en dignita e en dre. Soun doutado de rasoun e de counsciènci e li fau agi entre éli em' un esperit de freiresso.                                                | | |
| Nizzardo Provenzale Toti li personas naisson lib(e) ri e egali en dignitat e en drech. Son dotadi de rason e de consciéncia e li cau agir entre eli emb un espirit de fratelança   | Nizzardo Provenzale Touti li persouna naisson lib(e) ri e egali en dignità e en drech. Soun doutadi de rasoun e de counsciència e li cau agì entre eli em' un esprit de fratelança.                                 | | |
| Alverniate Totas las personas naisson liuras e egalas en dignitat e en dreit. Son dotadas de rason e de consciéncia e lor chau (/fau) agir entre elas amb un esperit de frairesa.  | Alverniate (norma dell'Escolo Auvernhato) Toutos las persounos naissou lieuros e egalos en dinhitat e en drèit. Sou doutados de razou e de counsciéncio, mas lour chau agi entre guessos dinc un eime de frairesso. | Basso-alverniate Ta la proussouna neisson lieura moé parira pà dïnessà mai dret. Son charjada de razou moé de cousiensà mai lhu fau arjî entremeî lha bei n'eime de freiressà. Alto alverniate Touta la persouna naisson lieura e egala en dïnetàt e en dreit. Soun doutada de razou e de cousiensà e lour chau ajî entre ela am en esprî de freiressà. | |
| Vivaro-alpino Totas las personas naisson liuras e egalas en dignitat e en drech. Son dotaas de rason e de consciéncia e lor chal agir entre elas amb un esperit de fraternitat.    | | | Vivaro-alpino Toutes les persounes naisoun liures e egales en dignità e en drech. Soun douta de razoun e de counsiensio e lour chal agir entre eles amb (/bou) un esperit de freireso. |
| Guascone Totas las personas que naishen liuras e egaus en dignitat e en dreit. Que son dotadas de rason e de consciéncia e que'us cau agir enter eras dab un esperit de hrairessa. | Guascone (norma febusiana) Toutes las persounes que nachen libres e egaus en dinnitat e en dreyt. Que soun doutades de rasoû e de counscienci e qu'ous cau ayi entre eres dap û esperit de hrayresse.               | | |
| Limosino Totas las personas naisson liuras e egalas en dignitat e en drech. Son dotadas de rason e de consciéncia e lor chau (/fau) agir entre elas emb un esperit de frairesa.    | | | |
| Linguadociano Totas las personas naisson liuras e egalas en dignitat e en drech. Son dotadas de rason e de consciéncia e lor cal agir entre elas amb un esperit de frairesa.       | | | |

| Lo stesso testo a confronto con le lingue limitrofe | Lo stesso testo a confronto con le lingue limitrofe | Lo stesso testo a confronto con le lingue limitrofe | Lo stesso testo a confronto con le lingue limitrofe | Lo stesso testo a confronto con le lingue limitrofe |  |
| --- | --- | --- | --- | --- |  |
| Catalano Tots els éssers humans neixen lliures i iguals en dignitat i en drets. Són dotats de raó i de consciència, i han de comportar-se fraternalment els uns amb els altres. | Francoprovenzale Tôs los étres homans nêssont libros et ègals en dignitât et en drêts. Ils ant rêson et conscience et dêvont fâre los uns envèrs los ôtros dedens un èsprit de fraternitât. | Francese Tous les êtres humains naissent libres et égaux en dignité et en droits. Ils sont doués de raison et de conscience et doivent agir les uns envers les autres dans un esprit de fraternité. | Italiano Tutti gli esseri umani nascono liberi ed eguali in dignità e diritti. Essi sono dotati di ragione e di coscienza essi dovrebbero agire (comportarsi) gli uni verso gli altri in spirito di fratellanza. | Spagnolo Todos los seres humanos nacen libres e iguales en dignidad y derechos y, dotados como están de razón y conciencia, deben comportarse fraternalmente los unos con los otros en un espíritu de hermandad. |  |

| Le quattro norme esistenti nell'occitano a confronto: grafemi tipici | Le quattro norme esistenti nell'occitano a confronto: grafemi tipici | Le quattro norme esistenti nell'occitano a confronto: grafemi tipici | Le quattro norme esistenti nell'occitano a confronto: grafemi tipici |
| Norma classica                                                       | Norma mistraliana                                                    | Norma bonnaudiana                                                    | norma dell'Escòla dau Pò                                             |
| -------------------------------------------------------------------- | -------------------------------------------------------------------- | -------------------------------------------------------------------- | -------------------------------------------------------------------- |
| -a finale                                                            | -o (-a, -e)                                                          | -à                                                                   | -o (-a)                                                              |
| ò                                                                    | o                                                                    | o                                                                    | o                                                                    |
| o, ó                                                                 | ou                                                                   | ou                                                                   | ou                                                                   |
| uè, ue                                                               | ue, iue                                                              | eu (ue)                                                              | ue (ö)                                                               |
| lh                                                                   | i/h (lh)                                                             | lh                                                                   | lh                                                                   |
| nh                                                                   | gn                                                                   | nh                                                                   | nh                                                                   |
| s, ss c(e), c(i), ç                                                  | s, ss c(e), c(i), ç                                                  | s, ss                                                                | s                                                                    |
| z s intervocalica                                                    | z s intervocalica                                                    | z                                                                    | z                                                                    |
| à è ò á è í ó ú                                                      | à è ò ì ù é óu                                                       | à è eù où é â ê î û                                                  | à è ò ì ù où é                                                       |
| Tutte le consonanti mute finali sono scritte.                        | Alcune consonanti mute finali sono scritte.                          | Alcune consonanti mute finali sono scritte.                          | Nessuna consonante finale viene scritta.                             |

#### Grafia classica
La grafia classica dell'occitano è stata sviluppata nel XIX-XX secolo da Simon-Jude Honnorat, Joseph Roux, Prosper Estieu, Antonin Perbosc, Louis Alibert e Joseph Salvat. È stata stabilizzata ed estesa a l'insieme dei dialetti occitani tra il 1950 e il 1969 ed adattata in modo più specifico all'aranese, al guardiolo e al vivaro-alpino parlato nel Piemonte.

##### Pronunce dell'occitano classico
Non vi è una pronuncia unica dell'occitano visto che per definizione la norma classica permette di leggere (e scrivere) i diversi dialetti. Essa si basa secondo regole di lettura propri a ciascun dialetto ed esistono quindi numerose eccezioni. A partire dalle lettere di base, l'occitano utilizza dei simboli modificatori che mutano la pronuncia di alcune lettere o semplicemente segnano una tonicità come: l'accento chiuso (´), l'accento aperto (`) e la dieresi (¨) o il punto di separazione tra s e h, o n e h (s∙h ; n∙h) nel guascone.
- Sintesi della pronuncia dell'occitano (linguadociano):

###### Vocali
- a:
  - -a-, a- e à si pronunciano [a]
  - -a e á finali si pronunciano [ɔ], o [a] (secondo i dialetti) allo stesso modo di -as e -an: a atona. Può in modo eccezionale pronunciarsi [u] nella terminazione del presente indicativo del primo gruppo (coniugazione): cantan [kantun]
- e:
  - e o é si pronunciano [e]
  - è si pronuncia [ɛ]
- i o í si pronuncia [i] o [j]
- o
  - o o ó si pronunciano [u] o [w]
  - ò si pronuncia [ɔ]
- u si pronuncia [u], [y] o [ɥ] in posizione semi-vocalica, eccetto se si trova dopo una vocale [w]. Es.: lo capeu [kapeu] (provenzale): il cappello.

###### Consonanti
- b: [b]/[β]
- c: [k]. [s] davanti a «e» e «i». Quando è doppia cc: [ts]
- ch: [tʃ]
- ç: [s]
- d: [d]/[ð]
- f: [f]
- g: [g]/[ɣ] davanti ad «a», «o», «u». [dʒ] davanti a «e» e «i». Quando è finale, si pronuncia [k], in alcune parole [tʃ]. gu davanti a «e» e «i» si pronuncia [g]/[ɣ]
- h: muta
- j: [dʒ]
- k: [k]
- l: [l]. Una doppia ll, si pronuncia [ll]. (lo capel in dialetto linguadociano: in fr. le chapeau, in it. il cappello)
- lh: [ʎ], finale: [l]
- m: [m], finale [m] (in guascone) o [n] (in dialetto linguadociano). Doppia mm, [mm]
- n: [n]. Muta in fine di parola. [m] davanti a «p», «b» e « m». [ŋ] davanti a c/qu e g/gu. [ɱ] davanti a «f». nd e nt [n]
- nh: [ɲ]. In posizione finale [n]
- n∙h: [nh]: eth con∙hòrt (in fr. le confort, in it. il comfort)
- p: [p]
- qu: [k] davanti a «e» e «i»; altrimenti [kw]
- qü: [kw]
- r: [r] e [ɾ]. In posizione finale, è muta nella maggior parte delle parole. rn e rm [ɾ]
- s: [s]. [z] tra vocali. ss dà [s]
- sh: [ʃ]
- s∙h: [sh]: l'es∙hlor (in fr. la fleur, in it. il fiore)
- t: [t]. ts: [ts] ; tg/tj: [tʃ]. tl: [ll]. tn: [nn]. tm: [mm]. tz: [ts] th: [tt] (eth/lo capèth: il cappello in guascone) o [s] (capvath)
- v: [b]/[β]
- w: [w], [b]/[β]
- x: [ts], [s] davanti a consonante
- y: [i]/[j]
- z: [z], [s] in posizione finale

## Unità o negazione della lingua d'oc

### Una lingua diversa dal francese?
La delimitazione delle lingue romanze, nel XIX e XX secolo, è stato oggetto di dibattiti, in particolar modo in Francia, riguardo all'appartenenza o meno dello spazio d'oc al francese. Mentre le prime grammatiche delle lingue romanze separano nettamente il provenzale (nel senso ampio di lingua d'oc) dal francese, tutta una corrente intorno a Gaston Paris si dà da fare a presentare l'unità dei dialetti gallo-romanzi (francese, francoprovenzale, occitano) sviluppando la teoria del continuum delle parlate romanze. (L'indagine di Charles de Tourtoulon e d'Octavien Bringuier, nel 1876, venne lanciata dal Félibrige per contraddire queste teoria). Questa negazione dell'occitano, della sua esistenza in quanto lingua indipendente, si traduce in una varietà di denominazioni.
- Primariamente, si insiste sulla dicotomia lingua d'oc e lingua d'oïl: il francese antico avrebbe conosciuto due modalità, che sarebbero in qualche modo confluite nel francese moderno[51]
- Secondariamente, nel Mezzogiorno della Francia, si considerano le denominazioni come puramente geografiche: tutti i dialetti e lingue di origine romanza, il francese meridionale[52] e la letteratura meridionale[53] . Questa negazione continuerà fino alle recenti pubblicazioni[54].

### Una o più lingue d'oc?
Mentre questa dicotomia ha ceduto il passo, nella maggior parte delle opere riguardanti le lingue romanze, a un riconoscimento molto ampio dell'occitano come lingua distinta dal francese, a partire dalla fine degli anni '60 è stata rimessa in discussione l'unità della lingua da un certo numero di movimenti regionalisti.
Louis Bayle, uno scrittore e linguista provenzale, anima l'Astrado, associazione e casa editrice provenzale. Dopo aver criticato l'adattamento della grafia classica al provenzale, egli moltiplica le pubblicazioni ostili all'occitanismo e allo stesso Félibrige con il quale finirà per rompere. Nel 1975, l'Astrado pubblica, in collaborazione con Pierre Bonnaud un documento recante la firma della CACEO (Confédération des associations culturelles et enseignants d'oc), in cui viene rimessa in discussione l'unità della lingua d'oc. Tutto ciò produce, all'inizio del 1976, una circolare del ministro dell'educazione (René Haby) che utilizza per la prima volta il termine al plurale «lingue d'oc». L'Astrado pubblicherà in seguito, nel 1980, un'opera di Jean-Claude Rivière, Langues et pays d'oc, la quale sviluppa il concetto di lingue d'oc al plurale.
Dal 1976, il settore di linguistica dell'istituto per gli studi occitani ha rigettato tutti questi argomenti ricordando:
- che lo IEO non preconizza alcuna lingua unificata, ma si basa invece sull'insegnamento;
- che i sostenitori delle «lingue» al plurale fanno confusione tra la lingua oggetto di descrizione (e di prescrizione) linguistica e la lingua come mezzo di comunicazione.

Questo utilizzo ufficiale delle «lingue d'oc» al plurale (peraltro senza seguito) solleva obiezioni in quanto si lega, in Provenza, all'interdizione di tutta de grafia diversa dalla mistraliana (mentre al contrario, in Alvernia, i sostenitori di P. Bonnaud e della grafia classica finiscono per «dividersi» il campo). In seguito al cambiamento di leadership politica in Francia, nel 1981, la pluralità delle grafie viene ristabilita.
Le tensioni si placano per un po' fino ad arrivare alla creazione, fine 1991, del CAPES dell'occitano-lingua d'oc (recante i due nomi, mentre la giuria prima è composta da un gruppo di occitanisti quali Gérard Gouirand e provenzalisti come Claude Mauron). Nello stesso periodo, Philippe Blanchet propone una nuova teoria sociolinguistica per spiegare la separazione del provenzale dall'occitano.
Tuttavia, i seguaci delle «lingue d'oc» al plurale (l'Astrado ha raggiunto il Collectif Provence più ampio) ricevendo nuovi sostegni nel primo decennio del 2000 in parte per l'emergenza dell'Enstitut Biarnés e Gascoûn, a Béarn, e in parte Aigo Vivo, a Cévennes. Le manifestazioni biennali per l'occitano, organizzate dall'Istituto di Studi Occitani, il Félibrige, la FELCO, la Confederazione delle calandretas e Oc-Bi (Carcassonne, 2005, Béziers, 2007, Carcassonne, 2009, 13.000 persone secondo la polizia) sono abbinate a contro-manifestazioni «per le lingue d'oc».
L'ultima in ordine di tempo, che si è svolta il 3 ottobre del 2009 tra Beaucaire e Tarascona, ha radunato 500 persone. Parallelamente, alcuni politici, tra cui Michel Vauzelle, Jean-Claude Gaudin o Michel Charasse hanno sostenuto pubblicamente questa rivendicazione.

### Il posto del catalano e del guascone
Il guascone e il catalano pongono un problema di classificazione per quanto concerne alcuni aspetti ibero-romanzi. Nella sua opera Linguistique romane, il romanista Martin-Dietrich Glessgen opta classificando il guascone nell'insieme occitano. Nel corso del Novecento, sia gli studiosi legati al regime franchista, sia i nazionalisti catalani, per sciogliere ogni legame con l'area francese, hanno cercato in tutti i modi i primi di includere il catalano nell'alveo della famiglia linguistica iberica, assieme al castigliano, ed i secondi di evidenziare e dove fossero mancate, di inventare (v.sistema grafico, creazione di nuovi termini distinti etc) differenze rispetto all'Occitano.
Il posto che occupa il catalano ha fatto molto discutere i movimenti di rinascita della lingua (Félibrige, occitanismo degli anni '30) che l'avevano da tempo incluso nella lingua d'oc.
- Vedi anche: I legami tra l'occitano e il catalano

## Classificazione dei dialetti occitani

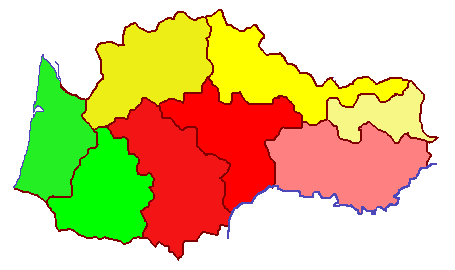
Variazione dialettometrica dell'occitano secondo Hans Goebl.

L'occitano presenta una continuità linguistica, tuttavia per ragioni di categorizzazione è stato suddiviso in dialetti. Secondo Ronjat, il guascone costituisce il solo dialetto distintamente differenziato, mentre i limiti tra gli altri dialetti restano vaghi. A parte la classificazione dialettale usuale, esistono altri metodi di classificazione scientifica dei dialetti occitani.

### Dialetti dell'occitano

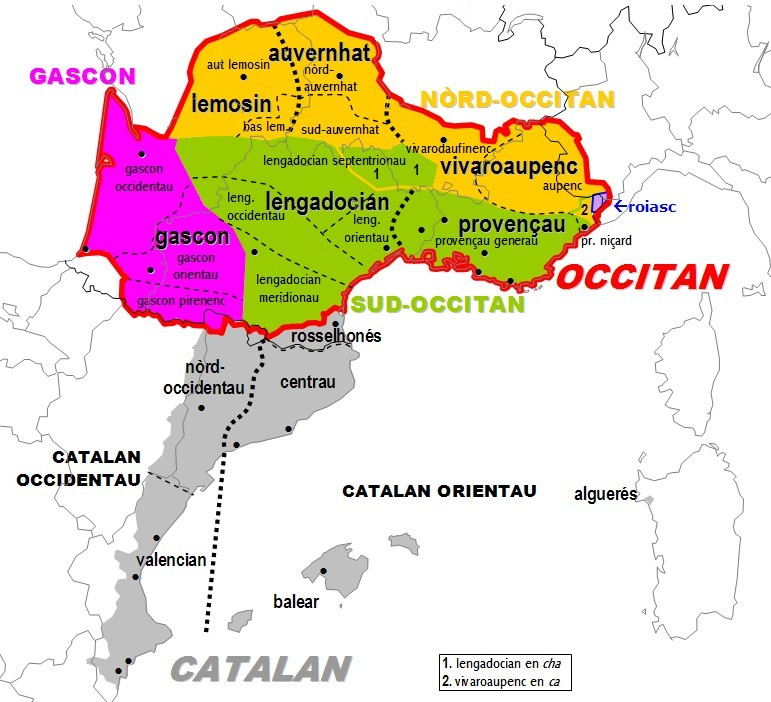
Classificazione dei dialetti occitani secondo la sintesi di D. Sumien

L'occitano è generalmente classificato in sei dialetti :
- l'alverniate
- il guascone, considerato talvolta per le sue specificità come una lingua distinta, si avvicina all''ibero-romanzo come il catalano
  - l'aranese è la varietà di guascone pirenaico in uso nella Val d'Aran (in Catalogna), dove gode dello statuto di lingua ufficiale.
  - il bearnese è stato considerato come una lingua distinta dal guascone fino agli anni '30. Si tratta in effetti del guascone parlato sul territorio della viscontea di Béarn (Vicomté de Béarn).
  - la lingua fischiata pirenaica veniva utilizzata ad Aas, nella valle d'Ossau (Béarn) e si basa sulla fonetica del guascone di questa regione. Le lingue fischiate sono rare nel mondo. Nel caso dei Pirenei, esse permettono la comunicazione a lunga distanza.[83]
- il linguadociano
- il limosino
- il provenzale
  - lo chouadit o giudeo-provenzale è considerato estinto dal 1977. Tuttavia, il lavoro di René Moulinas, gli "ebrei del Papa" (Les Juifs du Pape), dimostra che gli ebrei provenzali parlassero provenzale come i loro compatrioti cristiani. Gli ebrei del Contado Venassino (Vaucluse) parlano oggi la lingua d'oc nella stessa proporzione degli altri "contadini" (nel senso etimologico, ovvero abitanti del Contado). Il «giudeo-provenzale» è stato molto studiato dall'antico imperatore Pietro II del Brasile, una volta che fu detronizzato. Parlava la lingua d'oc (in particolare nella sua variante provenzale) e aveva una buona conoscenza dell'ebraico.
  - il nizzardo è generalmente da ricollegarsi al provenzale, nonostante la sua originalità fonetica e la notevole influenza esercitata su di esso dall'italiano, dal ligure e dal piemontese, tanto che oggi alcuni nizzardi non considerano più il proprio idioma un dialetto occitanico, ma una lingua a parte. In quanto se è vero che all'origine il nizzardo era un dialetto provenzale, la separazione politica, durata molti secoli rispetto all'entroterra provenzale, e per contro lo stretto contatto con la realtà italiana, ha fatto sì che i nizzardi si fossero profondamente italianizzati, e la loro lingua divenisse un idioma a parte, non più provenzale tout court, sebbene neppure italiano, date le evidenti tracce del passato occitano. Pure la grafia del nizzardo, fin quando Nizza ha fatto parte del Regno di Sardegna, era di tipo italianeggiante[84]
- il vivaro-alpino[85]

Il catalano è considerato dalla maggior parte degli autori come una lingua separata ma altri includono i dialetti catalani nell'occitano.

### Classificazioni supradialettali

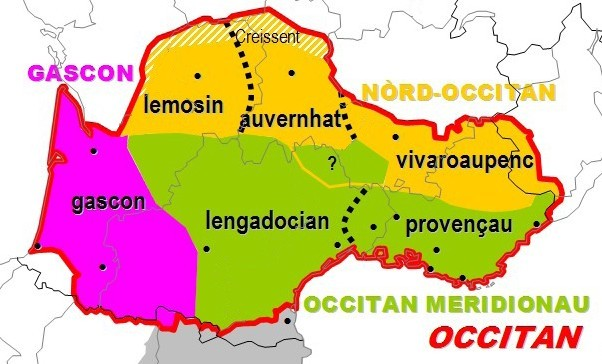
Classificazione supradialettale classica

La classificazione supradialettale classica dell'occitano è la seguente:
- Guascone
- Occitano settentrionale
  - Alverniate
  - Limosino
  - Vivaro-alpino
- Occitano meridionale (o occitano mediano)
  - Linguadociano
  - Provenzale

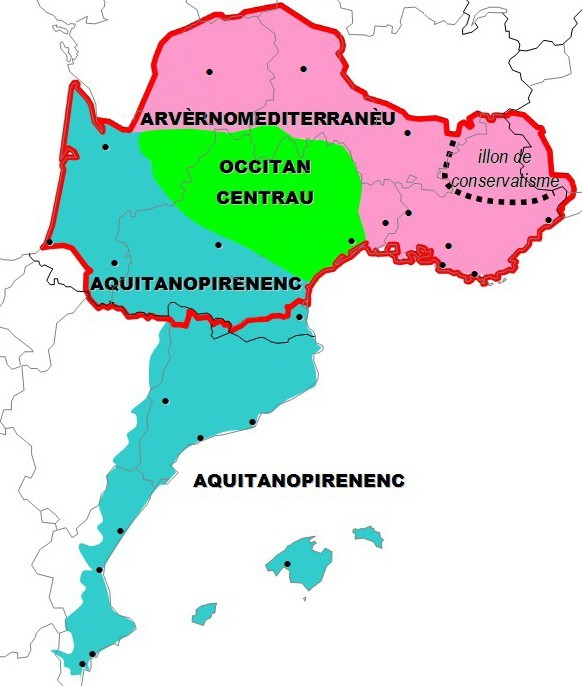
Classificazione supradialettale dell'occitano secondo P. Bec

Pierre Bec stabilisce un'altra classificazione secondo le linee seguenti:
- Arverno-mediterranee (Arvernomediterranèu)[87]
  - Limosino
  - Alverniate
  - Vivaro-alpino
  - Provenzale, incluso il sottodialetto Nizzardo
- Occitano centrale (Occitan centrau)[88], il dialetto linguadociano, tranne il sottodialetto linguadociano meridionale.
- Aquitano-pirenaico (Aquitanopirenenc)[87]
  - sottodialetto linguadociano meridionale
  - Guascone.
  - Il catalano è una lingua Ausbau divenuta indipendente dall'occitano ma che è del ceppo aquitano-pirenaico.

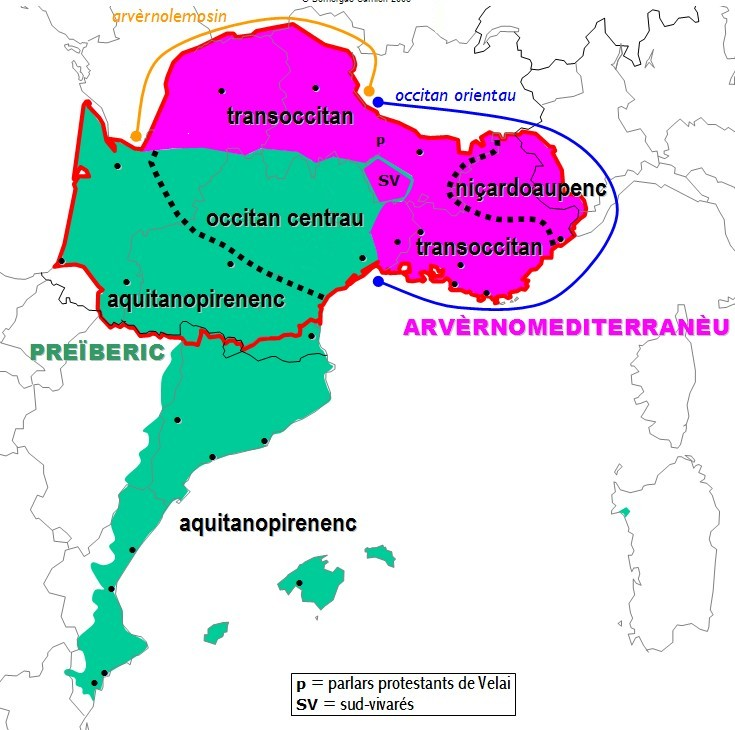
Classificazione supradialettale dell'occitano secondo D. Sumien

Domergue Sumien propone un altro raggruppamento:
- Arverno-mediterraneo (Arvernomediterranèu)
  - Nizzardo-alpino (Niçardoaupenc)
  - Transoccitano
- Pre-iberico (Preïberic)
  - Occitano centrale
  - Aquitano-pirenaico (Aquitanopirenenc)

## Antichi dialetti e zone interferenziali

### Antichi dialetti del nord-ovest
Gli antichi dialetti d'oc del nord-ovest: del Poitou, della Saintonge, dell'Aunis nonché l'Angoumois sono rimpiazzati dai dialetti d'oïl (Vedi la carta che mostra la disoccitanizzazione della regione tra Loira e Gironda). I dialetti d'oïl attuali di queste regioni conservano numerosi tratti originari occitani. Così Liliane Jagueneau (linguista, Università di Poitiers) dichiara 
Pierre Bonnaud (università di Clermont-Ferrand) aveva prima stabilito una lista di 1200 vocaboli comuni al poitevin-saintongeais e all'occitano dichiarando 
Jacques Pignon (linguista, università di Poitiers) aveva dal 1960 stabilito la presenza nel poitevin di 9 tratti fonetici e 7 forme grammaticali comuni con l'occitano. Questa regione aveva apparentemente un dialetto occitano specifico, molto vicino al limosino. Era il dialetto dell'espressione poetica del trovatore Richard Cœur de Lion (Riccardo Cuor di Leone), re d'Inghilterra e principe-duca d'Aquitania. La capitale dell'Aquitania era Poitiers in questo periodo, e numerosi trovatori (occitanofoni) erano originari di questa regione, per esempio Jauffré de Pons e Rigaut de Berbezilh (vedi Storia della Charente-Maritime).
L'esistenza di dialetti di tipo occitano, o almeno di tipo intermedio, è confermato da numerosi nomi di luoghi meridionali della Saintonge e del Poitou. Nel 1940, Henri Malet ha tracciato la linea di demarcazione tra i toponimi in -ac, di carattere occitano (Cognac, Jarnac o Jonzac) e i toponimi in -ay, -é (o -y) di tipo settentrionale, provenienti dai nomi di città gallo-romane in -acum: Beurlay, Plassay o Tonnay-charente. Nel 1960 Jacques Pignon (linguista: Università di Poitiers) invalida in parte il tracciato di Henri Malet, dimostrando la presenza di toponimi in -ac e in -ade (indicanti un'antica presenza occitana) nel nord-ovest della Charente (Ruffécois), nel nord-est della Charente-Maritime (regione d'Aulnay), nel sud delle Deux-Sèvres (regione di Melle) e a sud e a est della Vienne (regioni di Civray, Montmorillon, Chauvigny e il sud della regione di Poitiers). O. Herbert ha svelato nella sua dissertazione «I nomi di luoghi della Vienne al confine dei domini francese e provenzale». Jacques Pignon stima che si è fatto uso di una parlata di tipo occitano nel Poitou sud-orientale fino al termine del XII secolo, arrivando alla linea approssimativa Rochefort-Est di Niort, Poitiers-Chauvigny. L'influenza di Poitiers farà poco a poco trionfare le forme d'oïl senza eliminare nel complesso i tratti occitani. Pierre Gauthier (linguista: Università di Nantes) dimostrerà in seguito la presenza di toponimi in -ac nella Vandea meridionale (Bas-Poitou), fino a Fontenay-le-Comte e Talmont, deducendo nel 2002 che l'antica zona occitana saliva fino alla linea «Poitiers, Niort, Fontenay-le-Comte».
Nella Saintonge meridionale, il clivaggio molto più brutale tra saintongeais e guascone fa pensare piuttosto a una causa accidentale. L'abate Th. Lalanne trova la spiegazione nelle devastazioni della guerra dei cent'anni. In effetti, la regione è stata strettamente coinvolta nelle lotte, iniziate tre secoli prima della guerra dei cent'anni. Nel 1152, Eleonora d'Aquitania, divorziava dal re di Francia Luigi VII che aveva sposato nel 1137 per risposarsi due anni più tardi con Enrico II Plantageneto, Conte d'Anjou, e futuro re d'Inghilterra. Le lotte che seguiranno troveranno provvisoriamente la loro conclusione nel ricongiungimento del Poitou alla corona di Francia. È una tappa importante nella storia della lingua poiché il francese diventava allora la lingua della cancelleria.
La Guida del pellegrino di San Giacomo di Compostela, scritta nel XII secolo, distingue bene il saintongeais. Bisogna comprendere in questo contesto che il saintongeais era allora dell'occitano (e non il saintongeais attuale), e che lo si poteva distinguere dal francese, camminando da nord a sud.
Dopo la morte di Luigi IX ricomincia la guerra. Poitiers diventa per un certo tempo la capitale della Francia sotto Carlo VII. La Saintonge diventa uno dei campi di battaglia a causa della sua vicinanza con la Guienna in mano agli anglo-aquitani. Le guerre che vi si sono svolsero furono particolarmente disastrose. A queste devastazioni si sommeranno quelle causate dalle ripetute epidemie di peste, tra cui peste nera del 1349. Dopo la fine della guerra segnata dalla disfatta degli anglo-aquitani a Castillon (Gironda) nel 1453, la popolazione della regione era decimata del 90 %. Per ripopolare il territorio si rese necessario far ricorso in maniera massiccia alle popolazioni francofoni (che parlavano la lingua d'oïl) venute da regioni più a nord. È così che si spiega, a quanto pare, l'assenza totale di parlate intermedie tra lingua d'oïl e lingua d'oc nel Saintonge.
Dall'inizio del XIII secolo succede che alcuni documenti di Saintonge (es. Le coutumier d'Oléron), e quelli di Aunis (es. «Le Terrier du Grand fief d'Aunis») e del Poitou (es.: «Le vieux coutumier du Poitou») erano già scritti in una lingua d'oïl che, nonostante la francesizzazione nello scritto, mostrava già i tratti principali del poitevin-saintongeais. Ma nello stesso periodo dei documenti della Saintonge centrale (es. «Charte du Mas Verlaine près de Barbezieux»), o del Poitou sud-orientale (es.: «Les Coutumes de Charroux») erano scritti in una lingua che portava il marchio dell'occitano.

### Interferenze o transizioni
- Dialetti di transizione tra l'occitano e il francese. All'estremo nord, l'occitano della zona del crescente ha ricevuto forti influenze dal francese, ma i tratti occitani vi restano preponderanti: questo riguarda il nord della Marche e il sud del Borbonese.
- A nord-est, le zone intermedie tra il francoprovenzale e l'occitano sono state francesizzate: Il Lyonnais, il Forez e il Delfinato settentrionale. L'occitano era la lingua della nobiltà lionese nel periodo di massimo splendore della cultura dei trovatori.
- A sud-ovest, l'arrivo recente di popolazioni basche nella comunità di Bayonne, Biarritz, Anglet, ha modificato l'uso linguistico, senza tuttavia far sparire la comunità occitanofona.
- A sud-est, il massiccio arrivo di popolazioni liguri a Monaco ha ridotto l'importanza della comunità occitanofona, senza tuttavia farla sparire[24].
- A est, nelle valli occitane del Piemonte, la popolazione occitanofona delle alte valli ha praticato a lungo la diglossia con il piemontese. Per un breve periodo del secondo Novecento il piemontese è stato la lingua più parlata fino alla cresta alpina, per via delle trasformazioni economiche e sociali che hanno causato la crisi demografica delle comunità di alta montagna. Successivamente l'italiano è entrato nell'uso quotidiano della totalità della popolazione locale, indebolendo entrambe le lingue locali.
- A est, esistono dialetti di transizione tra l'occitano e il ligure; il roiasco è considerato appartenente al ligure, il mentonasco, all'occitano.

## Caratteristiche della lingua

### Ricchezza del lessico
Il dizionario occitano ha di solito un numero di lemmi che si aggira intorno a 50 000-60 000, come per il francese, ma si è potuto arrivare a cifre anche più elevate, intorno a 450 000, rendendolo pari all'inglese.
La rivista Geo afferma che la letteratura anglo-americana può essere tradotta più facilmente in occitano che in francese.
Il lessico è talvolta molto prolifico a causa della grande diversità interna della zona interessata, in particolare per quanto riguarda la descrizione della natura e della vita rurale. Esistono così 128 sinonimi per significare l'idea della terra coltivata, 62 per le paludi, 75 per designare il lampo.
Questa ricchezza si spiega con il fatto che l'occitano è composto da molteplici dialetti che sono parte integrante della lingua e dove ciascuno possiede il suo proprio lessico. Inoltre l'occitano non ha conosciuto depurazione, contrariamente al francese che è stato amputato delle sue forme dialettali dall'Académie française nel XVII e XVIII secolo.
Avendo la lingua subito un'eclissi durante il periodo di industrializzazione, la ricchezza del vocabolario legata alla vita di quest'epoca è meno importante di quella dei periodi precedenti. Recentemente, uno sforzo particolare è stato fatto per sviluppare un vocabolario (spesso scientifico e tecnologico) caratteristico delle lingue moderne.

### Apprendimento delle lingue straniere
L'occitano predisporrebbe anche, secondo le fonti della rivista Géo, all'apprendimento delle lingue straniere. In effetti, l'orecchio umano ha la capacità di udire fino a 24000 Hz. Tuttavia, l'uso della lingua materna filtra e «deforma» i suoni stranieri. Le persone di lingua materna francese percepirebbero 5000 Hz, mentre i locutori nativi di un dialetto occitano ne percepirebbero come minimo 8 000.
Inoltre, l'occitano è una lingua romanza centrale, il che facilità la comprensione delle lingue "latine" vicine: italiano, spagnolo, portoghese... È inoltre la lingua romanza che ha più punti in comune con le altre lingue della stessa famiglia. Vedi nella tabella alla sezione "La centralità dell'occitano", il confronto del linguadociano (dialetto centrale della lingua), del guascone e delle altre lingue latine.

### Lingua evolutiva
Come per altre lingue romanze, i prestiti dal latino e dal greco antico permettono di creare nuove parole molto precise, ad esempio per un uso tecnologico o scientifico. Inoltre, essendo l'Accademia della lingua catalana molto attiva, il prestito linguistico diretto dal catalano è facile e rapido da realizzare, a scapito tuttavia dell'autonomia della lingua occitana rispetto all'evoluzione della società.
D'altro canto, l'ascolto dei neologismi degli occitanofoni nativi permette anche delle variazioni utilizzando le risorse proprie della lingua. Per esempio, per la parola francese «parachutiste» (paracadutista), si può dire: «un paracaigudista» (catalanismo) o «un paracasudista» (italianismo). Mentre alcuni occitanofoni nativi dicono: «un paracabussaire», dal verbo «cabussar» che vuol dire: «affondare, cadere a capofitto».
Uno dei più conosciuti traduttori Francese-Occitano è stato Éric Gonzalès (1964-2023).

## Storia della lingua occitana
L'apogeo della lingua d'oc si ebbe tra gli ultimi decenni dell'XI e la metà del XIII secolo. In questo periodo l'occitano non solo era una lingua unificata e veicolare, ma era utilizzata come lingua giuridica ed amministrativa.
In quel periodo la lingua d'oc (sotto l'indicazione di provenzale) conobbe una ricchissima fioritura letteraria, culminata con la lirica dei trobadori medioevali.
Nel 1229, in seguito all'invasione della Linguadoca da parte di re Luigi VIII, il Re di Francia estese il proprio dominio politico nel Midi, il Sud della Francia, (Crociata albigese). La lingua d'oïl, diffusa fino a quell'epoca nella sola Francia settentrionale, divenne predominante su tutti gli altri idiomi parlati nel territorio occupato dall'attuale Francia, poiché venne impiegata nell'amministrazione del potere politico. Il processo fu poi accelerato dall'ordinanza di Villers-Cotterêts (1539), che impose ufficialmente su tutte le terre sotto sovranità francese l'uso pubblico della lingua di Parigi.
Con la fine dell'Ancien Régime non cambiò nulla al riguardo, anzi, l'uso del francese assunse valenza strategica in quanto simbolo e garanzia dell'unità nazionale. In tutti questi secoli le lingue regionali, tra cui la lingua d'oc, rimasero tuttavia diffuse quali vernacoli, soprattutto nelle zone rurali e montagnose.

Mappa linguistica dell'Europa Sud occidentale

Anticamente detto anche francoprovenzale meridionale, l'occitano non è da confondersi con il francoprovenzale, né con il dialetto patois francese o con il patois valdostano, due altri idiomi galloromanzi. Le suddette lingue si consolidarono soprattutto durante la graduale latinizzazione della Gallia tardo-antica e altomedievale (dal IV al XII secolo circa), con locuzioni latine miste a termini franco-gallici. Oggi, queste varietà linguistiche risultano di particolare interesse filologico, quindi sono state riconosciute e affiancate alle lingue ufficiali di ogni nazione appartenente.
La lingua d'Oc fu la celebre lingua usata dalla poesia trobatorica (o trovatorica), sorta in una regione della Francia sud-occidentale, l'Aquitania, intorno all'XI secolo, diffusasi poi in tutta l'Europa centrale.
Inoltre, essa fu distinta sia dal francoprovenzale delle Alpi Graie, sia dalla estesa Francia centro-settentrionale, dove invece si parlava la cosiddetta d'oil (sempre galloromanza e madre dell'attuale francese ufficiale).
La dicitura d'Oc nacque come metodo per distinguere le varietà linguistiche della Francia settentrionale e meridionale basandosi sulle differenti modalità di esprimere un'affermazione (il "sì"), in ciascuna varietà: Ed ecco, quindi, rispettivamente:
- la lingua d'Oc (il oui, in francese), parlata nel centro-sud della Francia (Occitania)
- la lingua d'oïl (da cui oui, in francese), parlata nel centro-nord della Francia
- la lingua del sì (e cioè la nascente lingua italiana)

Molti sostengono che questa distinzione sia di origine dantesca, mentre altri riportano che le due espressioni furono in uso già qualche tempo prima, nel XIII secolo e il padre della nostra lingua, Dante Alighieri, avrebbe solamente aggiunto l'espressione lingua di sì per riferirsi alle sole lingue dell'area italica.
Più specificatamente, il cosiddetto provenzale è uno dei dialetti principali che formano la lingua occitana. Poiché fu il dialetto quello usato in prevalenza dai trovatori medievali, invalse l'uso - soprattutto tra i filologi del XIX secolo - di utilizzare la parola "provenzale" per designare poi tutta la lingua occitana, soprattutto in epoca medievale.
Questa lingua, viene infatti parlata in molte regioni di quella che viene chiamata Occitania, una vasta regione storica (e non politica) comprendente gran parte del sud della Francia, la catalana Val d'Aran in Spagna, le Valli occitane in Italia e il Principato di Monaco). Esiste poi anche un'isola linguistica in Calabria, a Guardia Piemontese, nel Cosentino. In queste ultime zone, l'occitano diventa una lingua minoritaria riconosciuta e tutelata da leggi locali. Diversa è la situazione in Francia dove l'occitano gode di pochissima tutela. In Spagna invece, l'occitano divenne lingua ufficiale regionale della zona dei Pirenei nel Val d'Aran dal 1990, mentre in Catalogna fu riconosciuta nel 2006.
A parlare l'occitano si conterebbero circa due milioni di persone, mentre si stima in circa sette milioni il numero di persone che ne avrebbero una conoscenza passiva.
L'occitano presenta una grande variabilità (sei dialetti, più norme letterarie, diverse norme grafiche), un'importante produzione culturale e una letteratura prestigiosa che contribuiscono alla sua ricchezza.
Un locutore di questa lingua parla uno dei dialetti d'oc poiché non esiste una standardizzazione orale unificata. I dialetti dell'occitano sono l'alverniate, il guascone, il linguadociano, il limosino, il provenzale e il vivaro-alpino.
L'occitano è al tempo stesso una lingua orale (parlata finora da milioni di persone), una lingua letteraria che, a partire dal XII secolo, i trovatori esportarono in tutta l'Europa, e anche una lingua amministrativa ancora utilizzata in Catalogna. Durante il Medioevo, in Francia e in Italia, è stata anche una lingua amministrativa e giuridica in competizione con il latino. Quest'uso si è protratto talvolta fino all'epoca contemporanea, che ha visto il rimpiazzo dell'occitano da parte del francese o dall'italiano. Al bando della lingua dai documenti ufficiali (l'impatto dell'Ordinanza di Villers-Cotterêts fa discutere) è seguito il declino dell'uso orale, legato ad una politica di svalutazione (l'occitano è stato considerato un patois, termine che ha anche una valenza riduttiva) e di repressione, che espone la lingua al pericolo dell'estinzione.

### Origini dell'occitano
In seguito alla dominazione romana, le popolazioni locali adottano un latino volgarizzato. Questo processo, molto complesso nel suo svolgimento, durerà diversi secoli e tale lingua si evolverà sovrapponendosi alle parlate autoctone che finiranno per essere eliminate. Nel V secolo, la caduta dell'Impero romano e le invasioni barbariche portano alla trasformazione del latino in un certo numero di parlate nuove tra cui l'occitano. La formazione della lingua d'oc viene favorita da certe circostanze che le daranno la sua originalità:
- La struttura orografica. Lo spazio occitano si caratterizza per la sua ubicazione circoscritta da barriere naturali che sono il mar Mediterraneo e l'oceano Atlantico e i bastioni naturali delle montagne: Massiccio Centrale, Pirenei, Alpi.[119]
- La presenza di «aree di separazione» (marches séparantes) tra le popolazioni: zone ultra-secche[119], foreste che separano il Nord dal Sud della Francia eccetto nei pressi dell'oceano (la Brenne, la Sologne, il Borbonese, il Nivernese, la Bresse, il Giura centrale...), paludi e lande inadatte all'agricoltura e ostili a tutti gli insediamenti stranieri (regioni tra Loira e Garonna, altopiano desertico aragonese).
- L'immutabilità dei popoli preistorici e protostorici[119]
- La loro minore celticizzazione[120]: popolazioni celtiche poco importanti, ma la celticizzazione si è radicata in modo più duraturo rispetto alle altri regioni.
- Una lunga e profonda romanizzazione: Giulio Cesare diceva che gli aquitani avrebbero potuto insegnare ai romani a parlare correttamente il latino. Secondo M. Müller,

- Un lessico originale: sebbene quello dell'occitano si situi a metà strada tra il gallo-romano e l'ibero-romano[122], esso «possiede […] circa 550 parole ereditate dal latino che non esistono né nei dialetti d'oïl né nel francoprovenzale»
- Una debole germanizzazione (contrariamente al francese o al francoprovenzale)[121]: «il lessico francone» e la sua influenza fonetica «si fermano […] molto spesso» a sud della linea di confine oc/oïl[121]
- L'Occitania è sempre stata un crocevia di lingue, grazie ai numerosi scambi commerciali e ciò trova riscontro in un vocabolario di origini molto diversificate. Il rabbino spagnolo Benjamin de Tudèle descrive nel 1173 l'Occitania come un luogo di commercio dove transitano

### Nomi dell'occitano
A partire dal XIII secolo e fino all'inizio del XX, si incontra spesso il termine provenzale per indicare l'occitano. Il termine, originario dell'Italia, fa riferimento alla provincia romana e lo si trova ancora talvolta in inglese per tutta la lingua d'oc (provenzale).

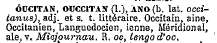
Il termine oucitan nel trésor du Félibrige di Frédéric Mistral

La denominazione «provenzale» presenta delle ambiguità dato che definisce ugualmente il dialetto provenzale, che alcuni considerano come una lingua distinta. D'altra parte l'espressione «lingua d'oc» fa pensare di primo acchito al dialetto linguadociano (occitano centrale). Forse per queste ragioni il termine generalmente considerato più chiaro è «occitano». Alcuni valenziani denominano occitano l'insieme occitano-romanzo (catalano e occitano).
L'occitano venne chiamato in passato:
- lenga romana o romans[127] nel XIII e XIV secolo. Alcuni autori medievali hanno impiegato il termine "lenga romana" al fine di accrescere il prestigio dell'occitano, lingua scritta al pari del latino. Con "roman" si viene a sottolineare la chiara consapevolezza dell'origine latina dell'occitano. Questo termine venne utilizzato nel XIX secolo per indicare la lingua occitana antica.
- limosino, apparso tra il 1190 e il 1213[128]. Utilizzato soprattutto durante il XIII secolo perché alcuni trovatori erano considerati originari del Limosino. Durante il XVIII e il XIX secolo, il nome llemosí è stata utilizzato per indicare l'occitano medievale che è all'origine della letteratura catalana.
- mondin o raimondin.
- guascone, nel XVI, XVII e XVIII secolo[129]. In questo periodo, la Guascogna era un importante centro di letteratura occitana e i guasconi avevano l'abitudine di rappresentare la "Francia del Sud" (l'Occitania) agli occhi dei francesi del Nord.
- catalano, utilizzato parallelamente alla lingua limosina.
- provenzale, nel XIII e XIX secolo.
- lingua occitana, nel XIV secolo, e lingua d'oc. L'espressione «lingua d'oc» venne creata verso il 1290, diffusa poi da Dante Alighieri. Poco dopo si trova l'espressione lingua occitana in alcuni testi amministrativi scritti in latino. Tuttavia, i termini «occitano» e «Occitania» non si sono diffusi se non nel XIX secolo e ancor più dopo la seconda metà del XIX.
- linguadociano[130].
- occitanico e occitano.

Gli occitani stessi dicevano lo romans (romanzo), lo lemozi(n) (limosino) o lo proensal (provenzale) nel XIII secolo .
Gli occitani hanno utilizzato e utilizzano tuttora altre formule per indicare la loro lingua, come «la lenga nòstra» (la nostra lingua) «parlam a nòstra mòda» (parliamo alla nostra maniera) o ancora in Guascogna «Que parli» (io parlo).
In alcune regioni, i locutori più anziani utilizzano il termine patois per indicare la loro lingua, ma ai nostri giorni viene comunque rifiutato a causa delle sue connotazioni spregiative.
Altrove, nelle regioni che hanno una forte identità, il nome della provincia serve a designare la lingua, talvolta in contrasto con le variazioni che vi si trovano. Si parla così di : «alverniate, limosino, guascone, bearnese (béarnais), provenzale, nizzardo (niçois)...».
Si possono trovare denominazioni secondo:
- la varietà locale della lingua (neugue),
- un termine geografico (aspois, médocain), o ancora una
- delimitazione amministrativa (girondino).

### Cronologia
- Negli anni che vanno dal 700 all'800: prime apparizioni di parole occitane negli scritti in latino.
- 1002: primo testo conosciuto interamente in lingua occitana.
- Dall'XI al XIII secolo: apogeo della poesia lirica occitana.
- Dall'XI al XVI secolo: apogeo dell'occitano come lingua dell'amministrazione e dell'ambito legale, usata molto anche dai notai publici.[133]
- 1229 e 1232: Jaume I El Conqueridor (Giacomo I il Conquistatore), originario della Signoria di Montpellier, conquista le isole di Maiorca e Ibiza e strappa Valenza ai musulmani almohadi. Il catalano, non diversificato ancora dall'occitano medievale, rimpiazza l'arabo come lingua ufficiale.
- Dal XII al XIV secolo, influenza importante della letteratura occitana (koinè) e dei trovatori sul catalano.
- 1240: apparizione del termine provenzale che fa riferimento al grande territorio romano chiamato Provincia Romana comprendente la Provenza e la Linguadoca[134][135].
- 1271: primi testi in latino indicanti il termine occitano: sotto le forme occitanus e lingua occitana, simultaneamente al territorio chiamato Occitania[135].
- 1291: primi testi indicanti il termine langue d'Òc[135].
- 1303-1305: diffusione del termine langue d'Òc in seguito al rinomato saggio, il De vulgari eloquentia, di Dante Alighieri.
- 1323: fondazione del Consistori del Gay Saber et des Jeux Floraux a Tolosa
- 1356: promulgazione a Tolosa delle Leys d'Amors redatte dal tolosano Guilhem Molinier (trattato di grammatica e retorica occitana)
- 1492: pubblicazione del Compendion de l'Abaco (primo libro stampato in provenzale) del nizzardo Francés Pellos, riguardante un trattato d'aritmetica e geometria.
- 1539: promulgazione dell'ordinanza di Villers-Cotterêts; Francesco I richiede che giustizia sia resa ed espressa «in lingua materna francese e non altrimenti».
- 1562: obbligo dell'uso scritto dell'italiano per i notai del Contea di Nizza
- 1756: uscita a Nîmes del Dizionario linguadociano-francese contenente una raccolta delle principali errori che commettono, nella dizione e nella pronuncia francese, gli abitanti delle province meridionali, conosciute in passato sotto la denominazione generale di Lingua d'Oc, opera dove vengono fornite le spiegazioni di molti termini della lingua romanza, o dell'antico linguadociano, di molti nomi propri, in precedenza nomi comuni dell'antica lingua dell'Abate di Sauvage (1710-1795).
- 1790: circolare dell'abate Grégoire sui patois di Francia.
- 1791- 1794: nel periodo della rivoluzione francese, la prima vera politica linguistica si dedicò a imporre il francese in tutta la nazione (e in tutti gli spiriti rivoluzionari).
- 1802: traduzione in occitano di Anacreonte da parte di Louis Aubanel.
- 1804: Fabre d'Olivet (1765-1825), il poligrafo cevenolo, pubblica I trovatori, poesie occitaniche del XIII secolo (frode letteraria: l'autore, di talento, di questi testi «tradotti», non è altro che Fabre d'Olivet).
- 1819: pubblicazione del Parnasso occitanico (Parnasse occitanien) e di un Saggio di un glossario occitanico, per aiutare a comprendere le poesie dei trovatori, di Henri de Rochegude (1741-1834), anziano ufficiale di marina e deputato alla Convenzione.
- 1842: Claude Fauriel (1172-1844) Storia della poesia provenzale, corso presso la facoltà di lettere di Parigi, 1847, La poesia provenzale in Italia, 1842-1843,
- 1842: Storia politica, religiosa e letteraria del Mezzogiorno della Francia di Jean-Bernard Mary-Lafon.
- 1840-1848: pubblicazione di fascicoli del Dizionario provenzale-francese (in effetti pan-occitano) di Honnorat (1783-1852).
- 1854: fondazione del Félibrige da parte di sette primadiers, tra i quali Frédéric Mistral, Théodore Aubanel e Joseph Roumanille.
- 1859: pubblicazione di poesie patoises di Antoine Bigot a Nîmes (favole imitate da La Fontaine).
- 1859: pubblicazione di Mirèio (Mireille), poema di Frédéric Mistral.
- 1876: Charles de Tourtoulon pubblica il suo Studio sui confini geografici della lingua d'oc e della lingue d'oïl (comprensivo di una carta) (1876), con Octavien Bringier
- 1885: pubblicazione del Tresor dóu Felibrige, di Frédéric Mistral, dizionario provenzale-francese (in effetti pan-occitano: il sottotitolo indica espressamente che l'opera «abbraccia diversi dialetti della lingua d'oc moderna»).
- 1919: fondazione della Escòla occitana.
- 1927: fondazione del Collegio d'Occitania di Estieu (1860-1939) e di padre Salvat, all'Istituto cattolico di Tolosa
- 1931: la Catalogna raggiunge uno statuto autonomo sostenendo attivamente la lingua occitana.
- 1934: diversi intellettuali catalani proclamano ufficialmente la separazione del catalano dall'occitano.
- 1935: pubblicazione della Gramatica occitana (basata sui dialetti linguadociani) di Louis Alibert.
- 1941: il regime di Vichy autorizza l'insegnamento delle lingue «dialettali», quali il bretone o l'occitano, nelle scuole primarie. Le lingue etniche ufficiali negli altri paesi non sono autorizzate: corso (dialetti italiani), alemanno alsaziano (dialetto tedesco), francone mosellano e alsaziano (dialetti tedeschi), fiammingo.
- 1943: prima cattedra di linguadociano a Tolosa.
- 1945: fondazione dell'Institut d'Estudis Occitans (IEO).
- 1951: la «legge Deixonne» autorizza, a titolo facoltativo, l'insegnamento delle lingue regionali (questa legge, attualmente abrogata, è stata sostituita dal Codice dell'educazione).
- 1959: creazione del Partito nazionalista occitano (PNO) di François Fontan.
- 1972: prima università occitana di estate.
- 1975: legge Bas-Lauriol (Francia): l'impiego della lingua francese è obbligatorio (a scapito in modo particolare dell'occitano) per gli elementi relativi a beni e servizi: offerta, presentazione, pubblicità, modalità d'uso o di utilizzo, la durata e le condizioni di garanzia, così come le fatture e le ricevute. Le stesse regole si applicano a tutte le informazioni o presentazioni di programmi di radiodiffusione e di televisione (questa legge oggi è stata abrogata).
- 1979: creazione della prima scuola calandreta a Pau.
- 1990: l'occitano aranese è ufficiale sul territorio della Val d'Aran, in Catalogna[136].
- 1992: creazione del CAPES[71], Certificato di idoneità al professorato per l'istruzione secondaria (Certificat d'aptitude au professorat de l'enseignement du second degré) per la lingua occitana-d'oc (concorsi di assunzione) e primo pagamento per gli insegnanti di occitano (Francia).
- 1992: modifica dell'articolo 2 della Costituzione francese: «La lingua della Repubblica è il francese».
- 1993: progetto della legge Tasca adottato dal governo. Non fu presentato al Parlamento a causa del cambio di maggioranza. Tuttavia la legge Toubon ne ha ripreso l'essenziale.
- 1994: legge Toubon: la lingua francese è la sola lingua in Francia (a scapito delle altre) dell'insegnamento, del lavoro, degli scambi e dei servizi pubblici. Viene precisato che questa legge non si oppone all'uso delle lingue regionali di Francia, ma questa disposizione è imprecisa e non costituisce affatto una protezione reale.
- 1999: in Italia, l'occitano è stato dichiarato lingua nazionale, da proteggere.
- 2004: riduzione drastica di molti posti da insegnante di occitano in Francia.
- 2005: pubblicazione di una terminologia comune occitana/catalana su temi scientifici o tecnologici.
- 22 ottobre 2005: manifestazione di oltre 12 000 persone a Carcassonne per il riconoscimento della lingua.
- 2006: l'occitano ottiene lo statuto di lingua co-ufficiale ai Giochi Olimpici invernali di Torino (inglese, francese, italiano e occitano).
- 18 giugno 2006: l'occitano diventa una lingua co-ufficiale insieme al catalano su tutto il territorio della Catalogna (Spagna)[137]
- 17 marzo 2007: manifestazione di oltre 20 000 persone a Béziers per il riconoscimento della lingua e della cultura occitana.
- 10 dicembre 2007: il consiglio generale del dipartimento dei Pirenei-Orientali ha approvato la "Charte en Faveur du catalan" che riguarda anche l'occitano[138].
- 20 dicembre 2007: il Consiglio Regionale del Midi-Pirenei adotta uno Schema Regionale di Sviluppo dell'Occitano.
- 23 luglio 2008: introduzione dell'Articolo 75-1 nella Costituzione francese: «Le lingue regionali appartengono al patrimonio della Francia.»
- 9 luglio 2009: il Consiglio regionale del Rodano-Alpi vota una deliberazione Riconoscere, valorizzare, promuovere l'occitano e il francoprovenzale, lingue regionali del Rodano-Alpi[139]

### L'apogeo della cultura occitana
L'occitano era la lingua culturale del sud della Francia durante tutto il periodo medievale, in modo particolare con i trovatori («colui che trova», da trobar, «trovare» in occitano). I trovatori hanno inventato l'amor cortese espandendo l'idea innovatrice di fedeltà alla dama piuttosto che al signore. I loro valori e l'ideologia del fin'amor, della cortezia e della conviviença si sono rapidamente propagati in tutta l'Europa. Così, essi danno il gusto alle corti europee dopo i tempi tristi che seguirono alle invasioni barbariche, creando uno stile di vita raffinato nelle corti signorili. Ciò testimonia il fatto che la letteratura in occitano era più fornita delle altre lingue romanze all'inizio del Medioevo, anche se diverse lingue hanno conosciuto una forma scritta pressappo nello stesso periodo. L'alfabeto portoghese venne creato sulla base dell'alfabeto occitano. Esso ha soltanto 23 lettere latine: K, W e Y non esistono, salvo nelle parole di origine straniere, mentre sono utilizzati i digrammi "nh" e "lh".
- Dante e l'occitano

Nel Medioevo, Dante, con la sua opera, De vulgari eloquentia (1303-1305), ha permesso la diffusione del termine «lingua d'oco» (Lingua d'Oc, ovvero occitano), che il poeta oppone alla lingua d'oïl (il francese e i suoi dialetti) e alla lingua del si (l'italiano, sua lingua materna). Dante si basava sulla particella di affermazione: «sì» si diceva òc nell'antico occitano e antico catalano, ma oïl nell'antico francese, e sì nei dialetti italiani. I tre termini provengono dal latino: hoc est (questo è), illud est (questo è) e sic est (così è) che danno rispettivamente oc, oïl e sì.
Uno dei passaggi più notevoli nella letteratura occidentale è il canto XXVI del Purgatorio, dove il trovatore Arnaut Daniel risponde al narratore Dante in occitano:

### La decadenza della lingua

#### Sotto la monarchia
Il declino dell'occitano come lingua amministrativa e letteraria durerà dalla fine del XV al XIX secolo. L'occitano non ha cessato di perdere il suo statuto di lingua dotta. Nel corso del XVI secolo, la grafia precedentemente in uso cade nell'oblio (accentuata ancor più dall'ordinanza di Villers-Cotterêts che imponeva l'uso amministrativo del francese). Pierre Bec (op. cit.) precisa che nel 1500 la pronuncia e la grafia ancora corrispondevano, ma nel 1550 viene consumato il divorzio. Nel 1562, il duca di Savoia dà l'ordine ai notai della Contea di Nizza di redigere d'ora in poi i loro atti in italiano. A partire da questo momento, proliferano le grafie patoisantes prendendo come riferimento le lingue ufficiali.
La lingua del re di Francia finirà per imporsi in tutti i paesi nell'orale (antiche province occitanofone come il Poitou, la Saintonge o le Charentes, la Marche e la Bassa-Alvernia, così come una parte del Rodano-Alpi). Si imporrà altrove soltanto nelle scritture amministrative e giuridiche (regioni attualmente occitanofone).
Colbert nel 1666:

#### Durante la Rivoluzione
La Rivoluzione francese confermerà questa tendenza, poiché i giacobini, per favorire l'unità nazionale, imporranno il francese come sola lingua ufficiale, il che non impedirà alla lingua d'oc di rimanere lingua parlata, se non addirittura essere utilizzata dai rivoluzionari per diffondere più efficacemente le loro tesi.
Citazioni dell'abate Grégoire nel 1793:

#### Azioni della stampa
La lingua, malgrado qualche tentativo letterario nel XVI secolo, non sopravvive ormai che nelle usanze popolari, raramente scritte, fino al XIX secolo con il rinnovamento del Félibrige.
I media occitani diventano essi stessi ardenti oppositori dell'occitano:
(un lettore dell'Écho du Vaucluse, 1828)
(La Gazette du Midi, 1833)
(Le Messager, 24 settembre 1840)

#### Sotto la Repubblica: la scuola, l'amministrazione e l'esercito
L'occitano resterà per una grande maggioranza la sola lingua parlata dalla popolazione fino all'inizio del XX secolo. In quest'epoca, la scuola (prima, durante e dopo la Terza Repubblica francese) svolge un grande ruolo nella scomparsa dell'uso orale della lingua occitana. Dopo le Leggi Jules Ferry, se da un lato la scuola diventa gratuita e obbligatoria per tutti, dall'altro continua a causare un regresso importante dell'occitano tramite l'obliquità di una politica di denigrazione e colpevolizzazione delle persone che parlano lingue diverse dal francese. La repressione dell'utilizzo della lingua all'interno della scuola è molto importante e consiste principalmente nell'umiliare i cosiddetti patoisants dando loro un segno distintivo. Il termine patois è del resto contestabile poiché peggiorativo. Come obiettivo si voleva far dimenticare che l'occitano fosse una vera lingua facendo credere che l'utilizzo del patois fosse oscurantista poiché supposto non universale.
(Corrispondenza generale dell'Ispezione primaria, 1893)
(Léon Bérard, Ministro della Pubblica Istruzione, dicembre 1921)

#### Mutazioni sociali e demografiche
I mutamenti sociali all'inizio del XIX e XX secolo sono anche all'origine del deprezzamento della lingua. Con la rivoluzione industriale e l'urbanizzazione, parlare nient'altro che l'occitano costituiva un handicap per accedere a posti importanti. Molti genitori hanno allora scelto o sono stati costretti a parlare ai loro bambini soltanto in francese. Tuttavia, per loro stessi, il francese era la lingua della scuola e dell'amministrazione, ma non era la loro lingua materna.
L'occitano non è stato più la lingua di acculturazione dei migranti sul territorio occitano che hanno così contribuito a diminuire il potenziale di impiego dell'occitano

#### Forme moderne di anti-occitanismo
Gli avversari dell'occitano esistono ancora oggi, sotto diverse forme. Ecco qualche citazione caricaturale:
(Il collaboratore principale di un collegio della banlieue tolosana, anni 1990)
(Un sindaco delle Alpes-Maritimes, anni '90)
(Danièle Sallenave, Partez, briseurs d'unité !, Le Monde, 3 luglio 1999)

### Le rinascite della lingua

#### Prima rinascita
Mentre la lingua sembra fortemente attaccata, diversi movimenti in difesa della letteratura occitana vedono la luce nel periodo 1650-1850, preparando l'avvento del Félibrige. Il riconoscimento della letteratura occitana può essere attribuito, in modo particolare, all'agenese Jacques Boé (detto Jasmin) e al nimense Jean Reboul. Pierre Bec distingue i movimenti seguenti:
- Il movimento dotto

Dopo l'oblio, i trovatori conoscono nella seconda metà del XVIII secolo un rinnovato interesse. All'interno dei circoli aristocratici meridionali, si rimette in discussione la pretesa supremazia letteraria del francese. Si assiste a una ricerca linguistica e letteraria e si ritrova il gusto romantico per il Medioevo. Il folklore, i romanzi e i racconti campestri destano interesse. Gli storici lavorano sulla «crociata contro gli albigesi» e sulla storia del Mezzogiorno.
- Il movimento operaio

 Questo verso rappresenta la saldatura di due correnti dell'occitano rinascente. L'uno: la «lingua»: il suo «patois» quotidiano; l'altro: la «lenga romana» è un segno d'erudizione. Il patois viene visto come una lingua d'un rango molto alto. L'amore per il popolo e le sue miserie è cantato da Victor Gélu.
- Il movimento borghese ed esteta

Al contrario dei «dotti» che si volgono verso il passato (nel senso che fanno ricerche erudite) e di «operai» che mettono in luce il loro dinamismo proletario, i poeti borghesi (o piccola nobiltà) si situeranno tra i due. Il movimento è più dilettantesco, ma con una grande passione per la lingua.
- La ricerca scientifica sulla lingua d'oc

Honnorat capisce la necessità di maggior realismo linguistico. La lingua aveva perduto la sua codificazione ortografica e morfologica. L'indisciplina nella grammatica o la grafia erano rivendicate anche dal movimento operaio. Honnorat pubblicherà il suo dizionario provenzale-francese a cominciare dal 1840 e sarà un precursore che ridarà all'occitano la sua dignità e la sua coerenza.

#### Seconda rinascita
Un primo tentativo di ritorno a una norma grafica ha luogo nel XIX secolo, concepito da Joseph Roumanille e resa popolare da Frédéric Mistral. La seconda rinascita letteraria della lingua si è svolta nel XIX secolo sotto la guida del Félibrige. In questo periodo la lingua è essenzialmente utilizzata dalla popolazione rurale. Mistral e i suoi colleghi del Félibrige ridanno prestigio alla lingua, dandole una norma e delle opere letterarie. La loro azione è talvolta frammista a una volontà politica. I felibristi dicevano: «una nazione che ha solo una letteratura, una nazione che distrugge le lingue periferiche, è una nazione indegna del suo destino di nazione». L'occitano, nella sua forma provenzale e nella sua grafia avignonese, venne ad essere diffuso ben più lontano delle frontiere occitanofone. Ancora oggi, la letteratura mistraliana è studiata in paesi come Giappone o Scandinavia. Mistral è il solo autore unicamente occitanofono ad essere stato premiato per la sua opera con il Nobel per la letteratura. La riforma linguistica mistraliana troverà il suo migliore "fabbro" in Auguste Fourès di Castelnaudary (1848-1891) che ambienta le sue diverse raccolte poetiche in Linguadoca. Successivamente, altri scrittori della Linguadoca o del Limosino Joseph Roux (1834-1905), Antonin Perbosc (1861-1944), Prosper Estieu (1860-1939), tenteranno di unificare la lingua, restaurando la grafia classica e sbarazzando la lingua dai gallicismi. Il sistema Perbosc-Estieu diventa la base della grafia dell'occitano «moderno». Il lessicografo e grammatico Louis Alibert, sostenuto dai catalani, pubblica, tra il 1935 e il 1937, a Barcellona la Gramatica occitana segón los parlars lengadocians. Perfeziona inoltre la scrittura per stabilire la grafia classica ispirata alla norma antica adattata alla lingua moderna.

#### Esempi di grafia occitana classica
Lettura e pronuncia della grafia derivano dalla norma classica dell'occitano:
- «a» finale atona: in genere [ɔ], [œ] ma [a] a Nizza, Orange, Pontacq e nelle Alpi (esempio: Niça)
- «o» = [u], "ou" francese o "u" italiana (esempio: lo solèu)
- «ò» = [ɔ] aperta francese o italiana, talvolta [wa], [wɔ] a seconda delle regioni
- «nh» = [ɲ], "gn" francese o italiana (esempio: la montanha)
- «lh» = [ʎ] , "gli" palatale italiana (esempio: la filha)

#### Epoca contemporanea
Nonostante un periodo di forte deprezzamento della lingua (vedi il capitolo sulla decadenza), nuovi autori vedono la luce:
- Max Rouquette (1908-2005) ha svolto un ruolo insostituibile nella conservazione della cultura occitana e nella sua rigenerazione profonda. È stato tradotto negli Stati Uniti, in Germania e in Giappone, poi più tardi tradurrà lui stesso le sue opere in francese. La Comédie-Française gli rende oggi omaggio.
- Bernard Manciet, (1923-2005), diplomato e imprenditore guascone, è uno dei poeti paradossali più notevoli.
- Robert Lafont (1923-2009), universitario (linguista e storico della letteratura d'oc), poeta, drammaturgo, romanziere e saggista.
- Pierre Bec (1921), specialista della lingua e letteratura d'oc e scrittore, pubblica nel 1997 Le Siècle d'or de la poésie gasconne (1550-1650).
- Max-Philippe Delavouët (1920-1990) è un poeta provenzale.
- Jean Boudou (1920-1975) è un romanziere, un narratore e un poeta che ha scritto tutta la sua opera in occitano. Il suo nome in occitano è Joan Bodon.
- Marcelle Delpastre (1925-1998), grande poetessa limosina, contadina di professione, ha scritto un'opera molto importante, in occitano e in francese.

Nel 1931-1939, l'autonomia acquisita dalla Catalogna, che sostiene l'occitanismo, ridarà vigore al dinamismo occitano.
L'Institut d'Estudis Occitans (IEO) opera dopo il 1945 per la difesa e la promozione della lingua occitana. La sua azione è responsabile in gran parte della salvaguardia e dello sviluppo dell'occitano. Esso interviene nella ricerca, negli studi, colloqui e pubblicazioni, nella promozione dell'insegnemento dell'occitano, nella formazione (stages, convegni estivi...), nelle arti plastiche, esposizioni, nella musica, nell'editoria: l'IEO è il più grande editore di lingua d'oc con le sue collezioni di prose, poesie, divulgazione, libri per bambini... Inoltre, le sezioni regionali e dipartimentali dell'IEO, i Circoli occitani locali, partecipano all'animazione e alla vita culturale del paese. Se si prende il caso del Cantal, si possono citare autori come Félix Daval, Terésa Canet, Daniel Brugès o Joan Fay che hanno pubblicato numerosi testi sia in riviste che in libri propri.
Nel 1951, la legge Deixonne autorizza l'insegnamento dell'occitano negli istituti scolastici in Francia. Questa legge sarà completata in seguito con la creazione di un CAPES d'occitano nel 1991, nonostante che il numero di posti sia al di sotto dei bisogni reali e della domanda.

### Periodo recente

#### Statuto attuale dell'occitano

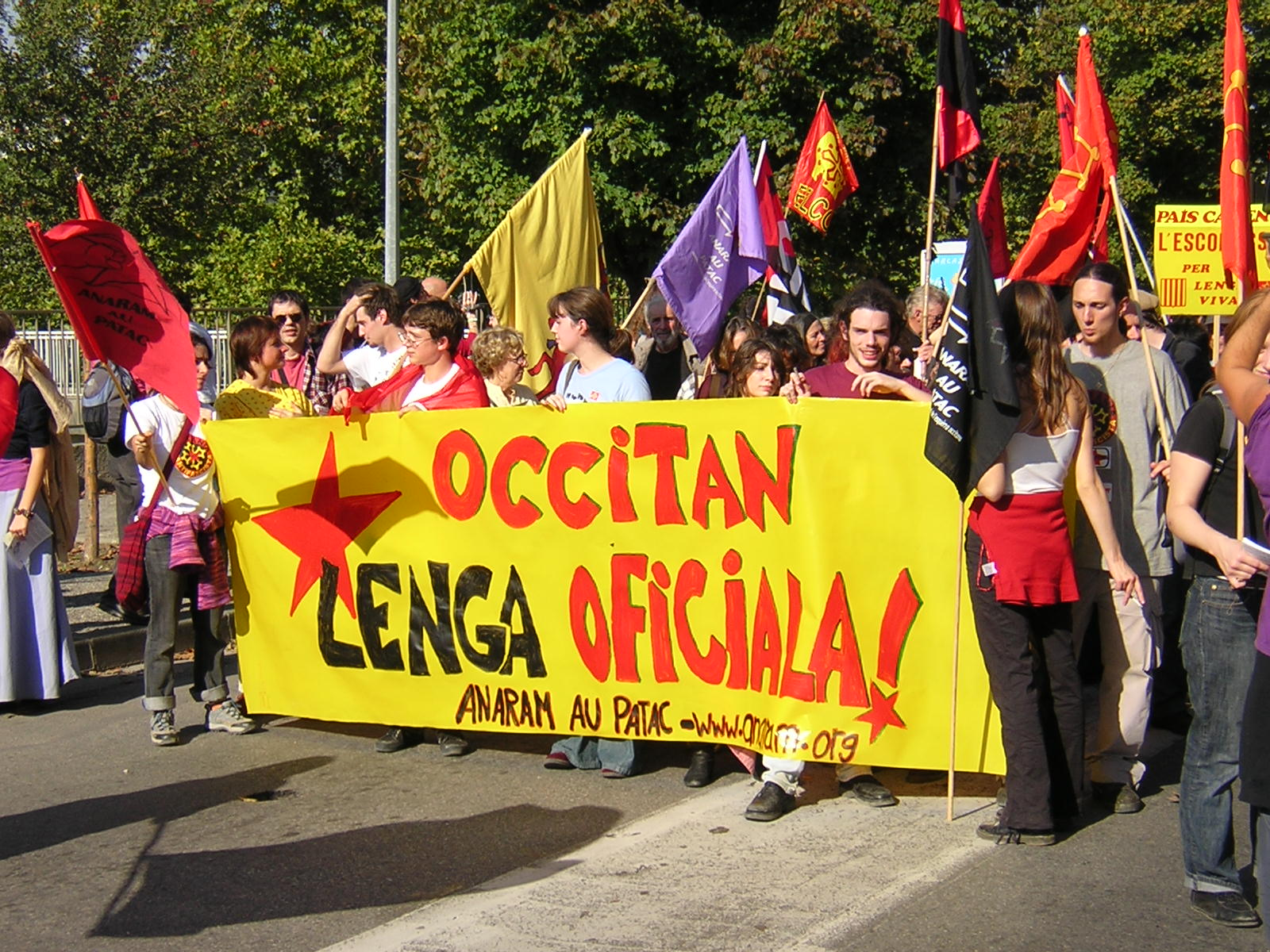
22 ottobre 2005: manifestazione di oltre 12000 persone a Carcassonne per il riconoscimento della lingua.

Francia
- Il francese è la sola lingua ufficiale, ma l'articolo 75-1 della Costituzione riconosce che «Le lingue regionali appartengono al patrimonio della Francia». Precedentemente, lo Stato francese aveva modificato l'articolo 2 della Costituzione nel 1992 per affermare che «La lingua della Repubblica è il francese». Questo articolo serve (al Consiglio costituzionale, Consiglio di Stato) a favorire il francese a scapito delle altre lingue, sia straniere (notizie commerciali in francese, ecc.) che minoritarie francesi (lingue regionali). Così, la Francia ha firmato ma mai ratificato la carta europea delle lingue regionali o minoritarie dopo il parere contrario del consiglio costituzionale. Molti politici francesi si sono sempre opposti a questa ratificazione poiché vi vedono una attentato all'identità repubblicana[151].
- Solo l'impiego del francese è permesso nei tribunali, salvo causa forza maggiore per i rari soggetti monolingui occitani, presto scomparsi.
- L'istituzione del Codice per l'educazione ha inoltre ridotto le possibilità offerte dalla legge Deixonne, che è stata sostituita da tale legge (vedi la politica delle lingue regionali e minoritarie (legge sulle lingue regionali, insegnamento...)[152].
- In certe comunità dell'Occitania, si ritrova l'affissione bilingue che include la variante locale della lingua occitana.
- Nel 2005, 78 000 alunni apprendevano l'occitano nelle scuole pubbliche[153] e 2 100 nelle scuole associative Calandretas.
- In questi ultimi anni, due grandi manifestazioni unitarie per la lingua occitana hanno radunato 12 000 persone a Carcassonne nell'ottobre del 2005 e 20 000 a Béziers nel marzo 2007. Individui di tutte le tendenze politiche e di tutti i dialetti occitani hanno insieme reclamato in queste due occasioni un maggior riconoscimento dei poteri pubblici per la lingua occitana, una presenza amplificata dalla lingua nei media pubblici e un accesso facilitato all'apprendimento della lingua nella scuola pubblica.

Sovvenzioni pubbliche per le lingue regionali in Francia a confronto
| Regione                | Lingua   | Popolazione | Bilancio  | Per abitante |
| Aquitania              | Basco    | 260 000     | 800000 €  | 3,07 €       |
| Aquitania              | Occitano | 2 910 000   | 800000 €  | 0,27 €       |
| Bretagna               | Bretone  | 3 139 000   | 7000 €    | 2,23 €       |
| Linguadoca-Rossiglione | Occitano | 2 594 000   | 2800000 € | 1,07 €       |
| Midi-Pirenei (2009)    | Occitano | 2 833 000   | 1100000 € | 0,38 €       |
| Midi-Pirenei (2010)    | Occitano | 2 833 000   | 1350000 € | 0,48 €       |

Monaco
- Il francese è la sola lingua ufficiale. Il monegasco (dialetto ligure) beneficia di un certo sostegno da parte dello Stato. Il nizzardo sarebbe compreso o parlato dal 15% della popolazione[24].

Spagna
- L'occitano ha uno statuto co-ufficiale in Catalogna accanto al catalano e allo spagnolo. La forma impiegata è quella dell'occitano utilizzato nella Val d'Aran. È la quinta lingua costituzionale della Spagna.
- In età pre-scolare, circa il 60% degli alunni ricevono la maggior parte dell'insegnamento in occitano. Nella primaria e nel primo ciclo della secondaria, l'insegnamento dell'aranese è obbligatorio in tutti gli istituti, per cui tutti gli allievi ricevono una parte dell'insegnamento in aranese. Gli alunni di 10 anni di e oltre seguono il corso d'aranese due ore a settimana e studiano alcune materie, tra cui scienze sociali, in questo dialetto. Nell'ultimo ciclo del secondario e nella formazione tecnica, sebbene gli allievi seguano in modo obbligatorio i corsi d'aranese, l'introduzione di questa lingua come mezzo d'insegnamento è meno avanzato che nei gradi inferiori. Nella Val d'Aran non vi è insegnamento superiore in occitano per mancanza di istituti di questo livello.

Italia
- L'occitano ha ottenuto uno statuto che prevede una normalizzazione come quello esistente in Catalogna, ma bisogna ancora attendere che le normative d'attuazione abbiano luogo. Per esempio, non esiste nessuna disposizione legale che regola la presenza dell'occitano nell'insegnamento. Tuttavia, l'occitano possiede lo statuto di lingua riconosciuta e protetta (insieme a una dozzina di altre lingue).
- Il parlamento italiano ha adottato nel 1999 una legge destinata alle minoranze linguistiche del paese: legge del 15 dicembre 1999, nº 482, «Norme in materia di tutela delle minoranze linguistiche storiche»[156]. L'articolo 2 della legge è esplicito, dato che enumera le minoranze implicate, compresi gli occitani e i catalani. In virtù dell'articolo 6 della Costituzione e in armonia con i principi generali stabiliti dalle organizzazioni europee e internazionali, la Repubblica protegge la lingua e la cultura delle popolazioni albanesi, catalane, austriache, greche, slovene e croate, e quelle che parlano il francese, il francoprovenzale, il friulano, il ladino, l'occitano e il sardo.
- Sul piano regionale, le autorità del Piemonte accordano un sostegno finanziario limitato alle associazioni occitane per la promozione e la difesa dell'occitano.

Unione europea
- La lingua occitana non è riconosciuta come lingua ufficiale. In effetti, i tre paesi europei al riguardo non hanno ufficializzato le loro lingue regionali a livello europeo. Queste lingue non sono quelle ufficiali del lavoro e l'occitano ha solamente uno statuto di lingua regionale e minoritaria.

#### Utilizzo

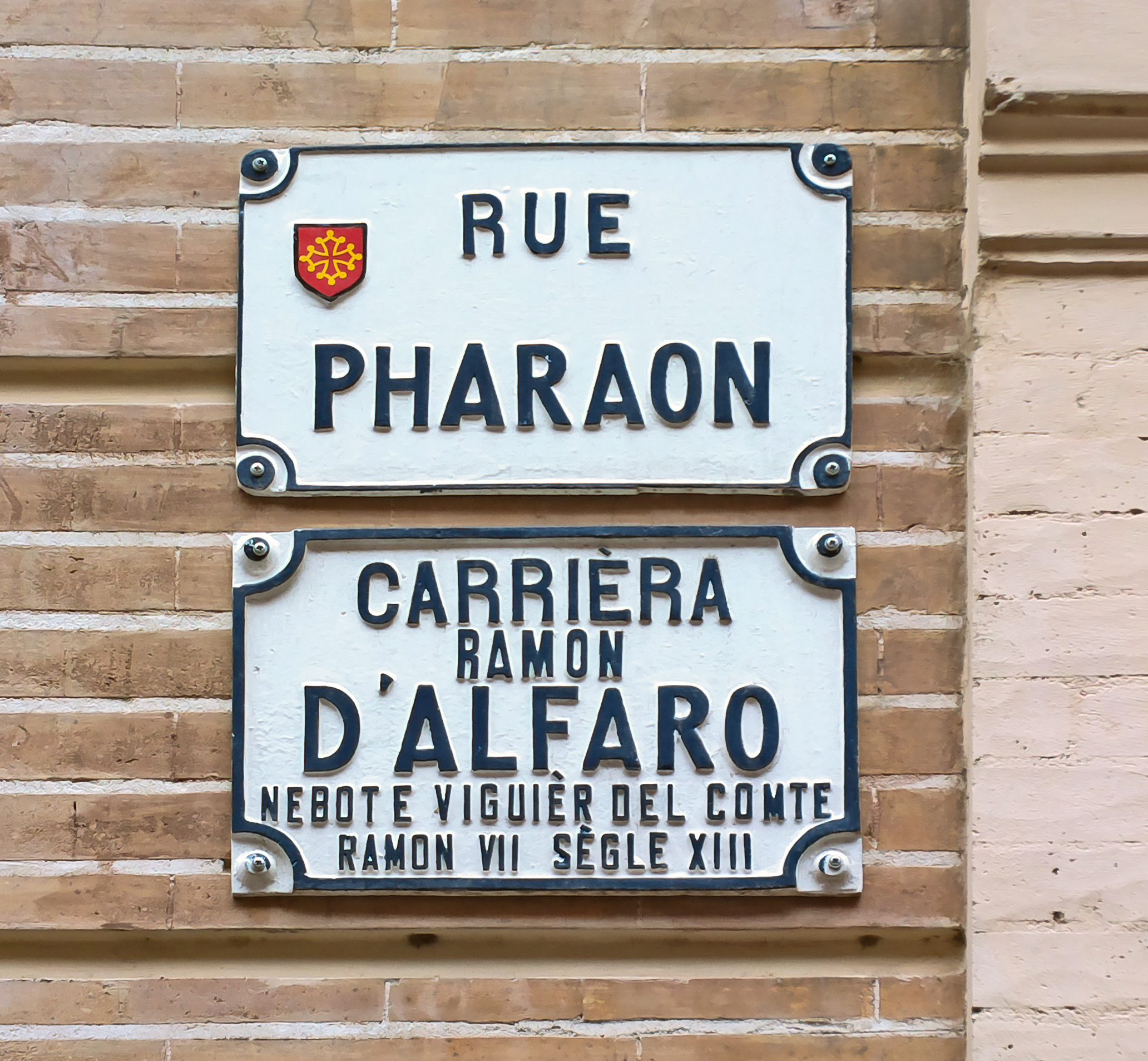
Segnaletica bilingue in francese e in occitano Tolosa (Alta Garonna).

L'80 % degli abitanti della zona linguistica occitana interrogati (parlanti o no la lingua) sono favorevoli all'insegnamento dell'occitano. Tuttavia il numero di posti offerti dall'amministrazione è di gran lunga insufficiente alle necessità espresse..
I due terzi degli interpellati considerano che la lingua sia piuttosto in declino, sottolineato anche dal fatto che istituzioni europee, come l'UNESCO classifica i dialetti occitani come "seriamente in pericolo" di estinzione, eccetto per il guascone e il vivaro-alpino che sono classificati unicamente "in pericolo".
Questo declino si spiega forse con il fatto che solamente il 5 % della popolazione occitanofona attiva di Francia (il 12 % in Aquitania) trasmette la sua lingua ai discendenti. Questo tasso di trasmissione è molto scarso, benché sia migliore rispetto alle altre lingue regionali di Francia (esempi: bretone, francoprovenzale). Tuttavia, è apparsa una giovane generazione che si ri-occitanizza, principalmente di origine rurale. Il numero di allievi che seguono l'insegnamento in occitano (escluso il catalano) è di 71 912 individui per l'anno scolastico 2000/2001.
Alcune regioni (Linguadoca-Rossiglione, Midi-Pirenei, la Provenza-Alpi-Costa Azzurra e l'Aquitania) hanno sviluppato una politica a favore della lingua e della cultura d'oc, che dà incentivi per l'insegnamento, ai movimenti culturali, alle pubblicazioni, sostiene le emittenti televisive in occitano - riviste, giornali d'informazione sulla televisione pubblica (France 3), web-tv - e favorisce l'impiego in pubblico dell'occitano.
La realtà occitana è una parte costitutiva della cultura europea, riconosciuta e studiata come tale nelle università straniere: in Germania, negli Stati Uniti, in Scandinavia, in Giappone... L'occitano è studiato nelle università del mondo intero nel quadro degli studi delle lingue romanze.
Lingua e cultura occitane possono essere studiate un po' in tutto il mondo, per esempio nelle università situate in: Germania, Belgio, Brasile, Canada, Danimarca, Spagna, Stati Uniti, Finlandia, Francia, Gran Bretagna, Italia, Giappone, Paesi Bassi, Romania e in Svizzera.
Nella Catalogna spagnola, l'apprendimento dell'occitano è possibile a scuola (anche fuori dalla zona occitanofona).

In Francia, dopo lungo tempo rimosso dalla scuola, ha cominciato a essere riconosciuto nell'insegnamento ufficiale: corsi di occitano opzionali o il bilinguismo delle scuole calandretas. Anche il governo francese, nel suo rapporto del 1998 sulle lingue regionali, riconosce oggi che 
 La principale difficoltà per il dinamismo della loro lingua è il fatto che sovente gli occitani stessi non sono coscienti della realtà occitana.

#### Sviluppi recenti
- Nel febbraio 2004, il governo ha diminuito il numero di professori reclutati per insegnare l'occitano (diplomati del CAPES d'occitano).[71] Questa diminuzione è la conseguenza di una riduzione del bilancio. Il numero di posti di CAPES d'occitano era di diciassette (più una scuola privata) nel 2002, tredici nel 2003 e quattro posti per il 2004. Remy Pech, presidente dell'università tolosana Le Mirail ha dichiarato che vi è una «totale contraddizione con gli obiettivi della decentralizzazione repubblicana annunciata dal governo». Il Partito occitano considerava allora che si trattava di «une liquidazione programmata dell'insegnamento dell'occitano».

Alain Rainal della Federazione degli insegnanti di lingua e cultura d'oc (FELCO) parla di liquidazione dell'insegnamento dell'occitano e quindi di liquidazione della lingua occitana. In effetti, i posti di CAPES diminuiscono in media del 30%; i CAPES di occitano diminuiti del 71%. Secondo lui, il governo domanda più solidarietà ai più poveri, e meno ai più ricchi. Aggiungendo inoltre che le lingue e culture regionali sono qualcosa di molto importante, un patrimonio inestimabile e non merita di essere peggiorato, ma almeno lasciato al livello precedente. Ancora M. Rainal dice: che questa notizia è inquietante per l'insegnamento dell'occitano bilingue o trilingue. I genitori degli allievi sanno che vi è una possibilità di valorizzare professionalmente questa conoscenza acquisita. Il numero di posti nei concorsi si vanno sempre più riducendo talché bisognerà passare a concorsi per solo quattro posti. Ciò crea una grande difficoltà e non offre che poche prospettive professionali.
- marzo 2004: Lingua occitana e cultura olimpica
  - I Giochi olimpici invernali 2006 di Torino si sono svolti anche nelle valli occitane del Piemonte. La «Chambra d'Òc» così come le istituzioni politiche della provincia di Torino, le comunità montane (Val Pellice, Val Chisone, alta val Susa) e il comune di Bardonecchia avevano chiesto che l'occitano potesse far parte delle lingue ufficiali dei Giochi, richiesta che non ha sortito nessun effetto. Ad ogni modo si sono avute delle manifestazioni pubbliche come la presentazione del festival di Rodez per esempio[161]
- marzo 2004: Telegiornale in occitano
  - La BTV (Barcelona Televisió) diffonde ogni settimana un telegiornale in occitano chiamato «Inf'òc». Queste emittenti televisive catalane sono sia in guascone, che in linguadociano. La zona di diffusione copre Barcellona, ben ascoltata, ma anche Gerona, Sant Cugat, Mataró
- luglio 2004: Terminologia occitana e catalana comune
  - I catalani e gli occitani lavorano insieme sulla terminologia dopo una decisione presa a luglio nel periodo in cui si svolgeva una riunione nella Val d'Aran. Si è ottenuta così una convenzione tra l'Institut d'Estudis Catalans, l'Institut d'Estudis Occitans (IEO), il Consiglio generale d'Aran e Termcat per pubblicare lessici nel 2005. Ne sono stati creati quattro nel campo della matematica, della biologia, dell'l'ecologia, di internet e della telefonia mobile. Il Termcat (organismo incaricato di lavorare sulla terminologia del catalano) ha proposto di mettere il suo lavoro a disposizione. In effetti, il 90% del lessico catalano è direttamente applicabile all'occitano. Questi lessici, e quelli che seguiranno, saranno particolarmente utili agli insegnanti della scuola primaria fino al liceo, e anche oltre.
  - Il dizionario online è disponibile dal novembre del 2009. La terminologia del settore della società dell'informazione è in occitano, catalano, spagnolo, francese e inglese Termcat.
- marzo 2005: Nuovo statuto per la Val d'Aran

Il Consiglio generale d'Aran ha chiesto un nuovo statuto alla regione di Catalogna, in Spagna, che gli permetterebbe d'avere competenze proprie con l'obiettivo di negoziare gli accordi con le regioni occitane di Francia. Inoltre, il Consiglio generale gestirebbe esso stesso le azioni riguardanti la lingua e la cultura aranese. Peraltro, una richiesta di co-ufficialità dell'occitano e del catalano è stata formulata in tutta la regione. Questo avrebbe come conseguenza il riconosciemneto dell'occitano come una delle lingue ufficiali della Spagna.
Il 30 settembre 2005, il parlamento catalano ha approvato con la maggioranza assoluta il progetto del nuovo statuto di autonomia della Catalogna. Il nuovo statuto riconosce nel suo articolo 9.5 l'ufficialità (in tutta la Catalogna) della «lingua occitana, detta aranès nella Val d'Aran». Il riconoscimento della Val d'Aran nello Statuto è stato anche sostenuto dai partiti ERC e ICV-EUiA, mentre il PP catalano ha appoggiato il riconoscimento nello Statuto della singolarità d'Aran, ma in nessun modo riferendosi a questo territorio come a una «realtà nazionale occitana». Il progetto ha ricevuto l'avallo di Madrid affinché lo statuto divenisse legge. Il parlamento spagnolo ha in particolare soppresso il termine «nazione» dall'articolo primo per qualificare la Catalogna. Alcuni politici spagnoli considerano che il progetto del nuovo statuto sia un passo verso la divisione dello Stato e che non è dunque conforme alla Costituzione.
Il 18 giugno del 2006, il referendum concernente il nuovo statuto per la Catalogna è ampiamente approvato dalla popolazione catalana: più del 70 % dei voti favorevoli. Tre partiti avevano incitato a votare «sì»: il Partito Socialista Catalano (PSC, alla testa del governo regionale), i comunisti e i verdi d'Iniciativa per Catalunya (ICV, membro della coalizione governativa) e i democratici-cristiani di Convergencia i Unio (CiU).
I repubblicani indipendentisti catalani d'Esquerra Republicana de Catalunya (ERC) avevano sollecitato a votare «no», come il Partito Popolare (PP, destra centralizzatrice). I primi rinfacciavano al nuovo statuto di non riconoscere la Catalogna come «nazione» e di non dare totale autonomia alla regione sulle imposte, sui porti e gli aeroporti. I secondi valutano che il testo consente troppa autogestione, in particolare fiscale, alla Catalogna e lo considerano «anticostituzionale».
Lo Statuto dà l'ufficialità all'aranese e considera la Val d'Aran «realtà occitana».
L'articolo 11, del nuovo statuto dice: 

Il secondo paragrafo annuncia: 

D'altra parte, nell'articolo 6, in riferimento alle lingue della Catalogna, figura nel nuovo Statuto che 
- 16 dicembre 2007: Inaugurazione a Tolosa dell'Ostal d'Occitània, gestita da una federazione di 40 associazioni (oggi 60) riunite sotto il nome di Convergéncia occitana. Azione culturale e cittadina per la promozione della lingua e della cultura occitane.
- 20 dicembre 2007, il Consiglio regionale Midi-Pirenei adotta uno Schema regionale di sviluppo per l'occitano.
- luglio/agosto 2007: un servizio per l'occitano sarà creato in Catalogna
  - La Generalitat de Catalunya crea un servizio per sviluppare l'ufficialità dell'occitano[163]
- maggio 2008: le lingue regionali entrano nella Costituzione francese
  - In occasione di un dibattito sulla modernizzazione delle istituzioni, viene approvato dall'Assemblea nazionale un emendamento all'articolo 1 della Costituzione francese, ove si precisa che le lingue regionali fanno parte del patrimonio della Repubblica. Il Senato boccia questo emendamento.
- maggio 2008: creazione dell'Accademia della Lingua Occitana
  - L'Accademia della Lingua Occitana è fondata da un atto solenne a Vielha, nella Val d'Aran, il 25 maggio 2008. Questa accademia avrebbe iniziato i suoi lavori da qui alla fine dell'anno 2008[164][165].
- Le lingue regionali nella costituzione francese.
  - In seguito alla riunione del congresso a Versailles, la costituzione francese viene modificata. L'articolo 75-1 riconosce le lingue regionali come appartenenti al patrimonio della Francia.
- 9 luglio 2009: Riconoscimento dell'occitano nella regione Rodano-Alpi
  - In seguito a un dibattito nel consiglio regionale della regione Rodano-Alpi, l'occitano viene riconosciuto insieme al francoprovenzale lingua regionale di questa regione.

### Parole di uso comune derivate dall'occitano
L'impronta dell'occitano sopravvive con la persistenza di parole di uso comune, che erano originariamente prestiti linguistici dall'occitano. Si forniscono alcuni esempi:
- bias: la parola bias, popolarizzata dall'inglese deriva dal francese medievale e prima ancora dall'occitano biais. La parola occitana biais, di origine oscura forse dal latino biaxis (bi-asse), si riferisce ad un oggetto inclinato o ad un'inclinazione verso qualcosa. Da qui deriva il significato di pregiudizio.
- mascotte: la parola mascotte, con cui oggi ci si riferisce al personaggio che simboleggia e porta fortuna a una squadra, deriva dall'occitano mascòta.
- nougat: tipo di dolce diffuso in tutto il mondo. Il suo nome deriva dall'occitano nogat, che significa "con noccioline"

## Premi Nobel per la letteratura di lingua occitana
- Frédéric Mistral (1904,  Francia) (con José Echegaray y Eizaguirre,  Spagna)